# Финикс
Фи́никс (англ. Phoenix, американское произношение: [ˈfiːnɪks] (слушать)о файле; в переводе — Феникс, оодхам: S-ki: kigk; явапай: Wathinka или Wakatehe; зап.-ап.: Fiinigis; навахо: Hoozdoh; мохаве:  'Anya Nyava) — столица и крупнейший город американского штата Аризона. С населением в 1 624 569 (оценка численности на 2021 год) Финикс является крупнейшим административным центром среди всех в США, включая федеральную столицу Вашингтон, а также 5-м по населению городом в стране (после Нью-Йорка, Лос-Анджелеса, Чикаго и Хьюстона).
Финикс является центром округа Марикопа и одним из крупнейших городов в Соединённых Штатах по занимаемой площади.
Агломерация Финикса (также известная, как Солнечная долина — часть долины Солт-Ривер) с населением в 4 946 145 (оценка 2021 год) является 10-й в США.
Рост населения в агломерации Финикса за последние 40 лет в среднем равен 24 % за десятилетие. Несмотря на то, что рост населения Финикса уменьшился, с 2008 года он начал восстанавливаться, так как из-за ипотечного кризиса 2008 года и упавших цен на жильё в город начало прибывать больше иммигрантов, в основном из Мексики.

## История

Карта территории хохокамов в 1350

На протяжении более 1000 лет землями на месте современного Финикса владели племена хохокам, создавшие для орошения этих пустынных территорий примерно 217 км ирригационных каналов, некоторые из которых до сих пор используются по назначению. На рубеже XVI—XVII веков цивилизация хохокамов угасла, не выдержав иссушения климата.
Испанское поселение с названием Финикс означало воссоздание из пепла жизни на месте угасшей цивилизации хохокамов. Испанский исследователь Эусебио Кино был одним из первых европейцев, исследовавших район в XVII—XVIII веках.
После окончания Американо-мексиканской войны 1848 года большая часть земель на севере Мексики попала под контроль США, на части из них затем была создана территория Нью-Мексико (включавшая земли сегодняшнего Финикса). В ходе Гражданской войны район Финикса оспаривался двумя администрациями территории Аризона — конфедератской (со столицей в Тусоне) и союзной (со столицей в Прескотте). В 1865 году, после окончания войны, американская армия основала здесь Форт Макдауэлл с целью прекращения индейских набегов на поселенцев.
Основание непосредственно Финикса связано с именем ветерана армии Конфедерации Джека Свиллинга, в 1867 году основавшего ферму у подножия гор White Tank Mountains на развалинах старого индейского поселения. Город быстро рос, и 4 мая 1868 года там появилось почтовое отделение (что по тем временам фактически означало статус города), со Свиллингом в качестве почтмейстера.
Финикс до начала XX в.
В 1870-х город стал расти, поэтому 10 апреля 1874 президент Улисс С. Грант вручил Финиксу земельный патент. В 1875 в городе был телеграф, 16 салунов и 4 танцевальных зала. К 1880 население городка выросло до 2 453.
В 1881 Финикс продолжал расти, и Легислатура территории Аризона издала 25 февраля Договорной билль Финикса, согласно которому Финикс официально становился городом.
Первым революционным для финиксовской экономики событием стало строительство в 1880-х новой железной дороги, проходящей через новый город. Благодаря этому, Финикс стал развиваться, как торговый город, а его товары стали продаваться и на восточном, и на западном рынках.
Благодаря этому, 4 ноября 1888 была открыта торговая палата Финикса. Ранее в том же году существовавшие тогда городские службы переехали в новую ратушу. Когда в 1889 территориальная столица была перенесена из Прескотта в Финикс, временные территориальные службы тоже стали находиться в ратуше. В 1895 была открыта железная дорога Санта-Фе, Прескотта и Финикса, связавшая Финикс с множеством других городов, что дало городу очередной толчок в экономике. Кроме того, в 1895 была основана первая в городе старшая школа, в которую поступили 90 учеников.

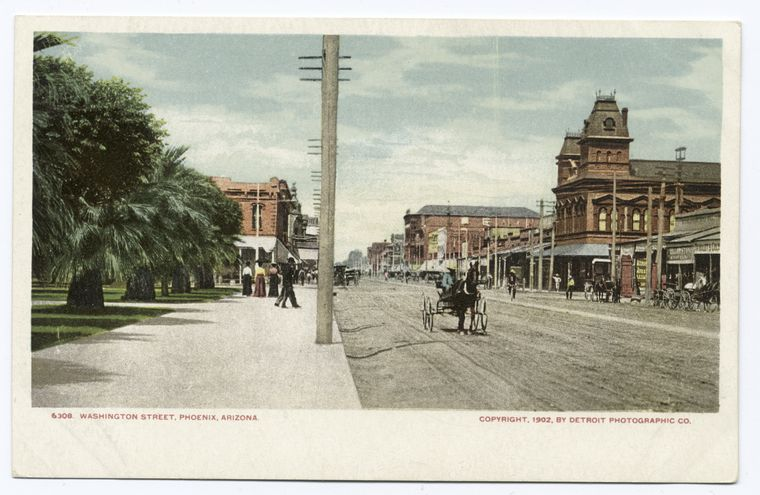
Вашингтон-стрит, 1902

В 1906 на реке Солт в 75 км от города началось строительство так называемой Плотины № 1 на реке Солт, которая стала первой многофункциональной дамбой, так как планировалось, что с неё в город будут поставляться вода и электричество. 18 мая 1911 состоялось открытие плотины, на котором присутствовал президент Теодор Рузвельт, подписавший в 1902 постановление о строительстве на реках западных территорий огромных дамб. В то время это сооружение являлось самой большой каменной плотиной в мире. В 1959 плотина и водохранилище были переименованы в честь президента, благодаря которому они были сооружены.

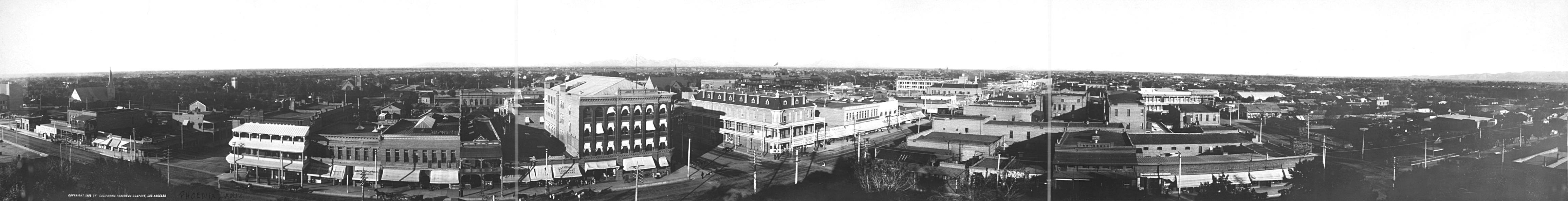
Панорама Финикса, 1908

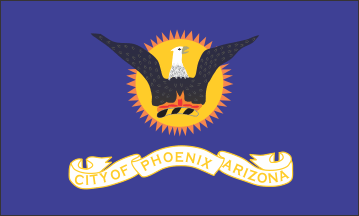
Прежний Флаг Финикса, Аризона Финикса, принятый в ноябре 1921.

14 февраля 1912 года, при президенте Уильяме Говарде Тафте, Финикс стал столицей недавно созданного штата Аризона. Это произошло через шесть месяцев после вето Тафта во время голосования Конгресса о предоставлении Аризоне статуса штата из-за его несогласия с позицией конституции Аризоны относительно отзыва судей. После приобретения Аризоной статуса штата, Финикс стал стремительно расти, и через восемь лет население города составило 29 053. В 1920 в Финиксе появился первый небоскреб, Heard. В 1929 официально открылась Небесная бухта, которой в то время владела авиакомпания Scenic. В 1935 аэропорт был приобретен муниципалитетом Финикса, в чьем владении он находится и в настоящее время. За десятилетие население Финикса удвоилось и стало составлять 48 118.

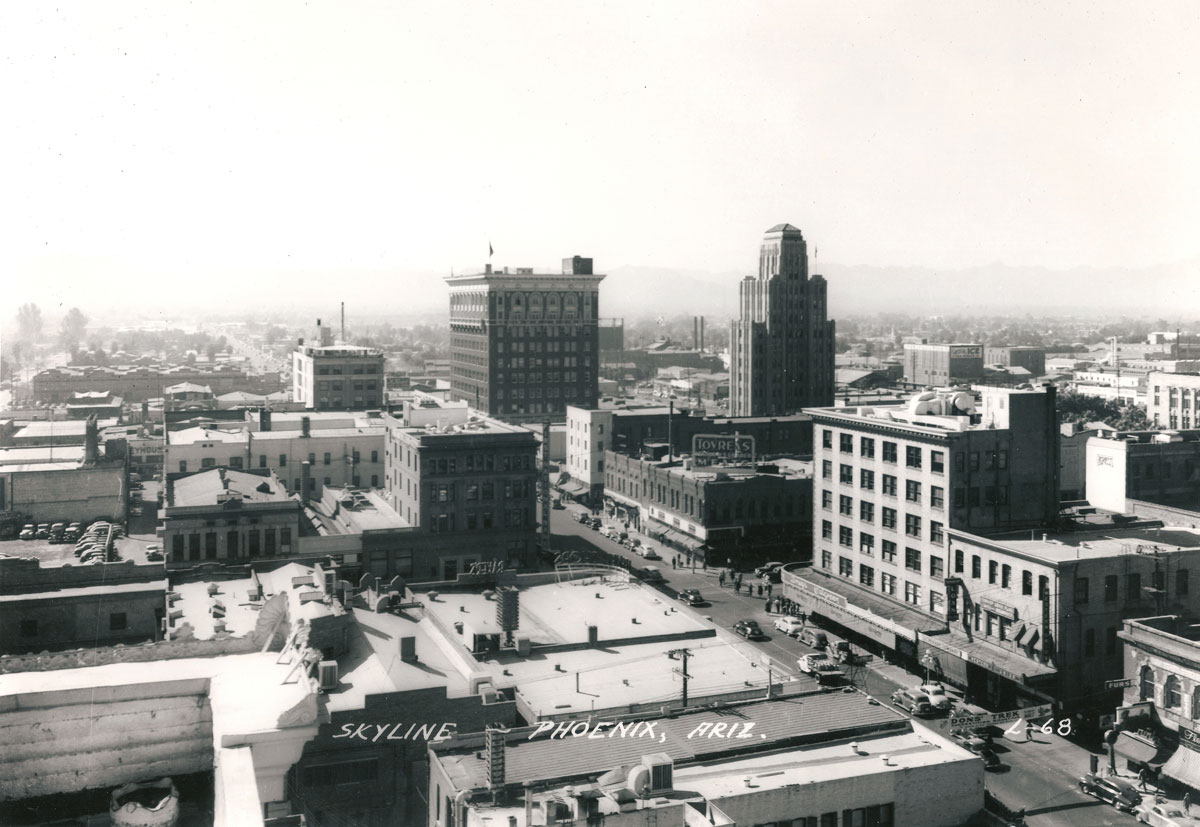
Панорама Финикса, 1940

Во время Второй мировой войны стремительное развитие экономики очень быстро перевоплотило Финикс из центра региональной торговли в город с зарождающейся промышленностью, основанной на массовом производстве военной продукции. Кроме того, тогда же в пригородах были построены три военных авиабазы (Люк, Уильямс и Фэлкон), а также две школы пилотов Thunderbird (в Глендейле и Скоттсдейле).
После войны продолжился интенсивный рост Финикса, города с населением уже свыше 65 тыс., объясняющийся, в частности, тем, что в городе стали появляться молодые и амбициозные предприниматели и политики (такие, как Барри Голдуотер), чаще всего имевшие Восточное образование, создавшие впоследствии особенную неолибералистическую деловую атмосферу Финикса.
В 1948 высокотехнологичное производство, которое в будущем стало основой экономики штата, стало развиваться в Финиксе, когда компания Motorola выбрала этот город для строительства собственного Центра исследований и разработок для военной электроники. Понимая, что Motorola сделала удачный выбор, другие высокотехнологичные компании, такие, как Intel и McDonnell Douglas, открыли свои производственные площади в Долине.
В 1950 в Финиксе проживали свыше 105 тыс., а в окрестностях ещё больше. В 1950-х рост города стимулировался развитием вентиляционной техники, которая стала использоваться повсеместно (в домах, офисах и на производствах), благодаря чему стало возможным проживание в городе во время долгого финиксовского лета, известного экстремальной жарой.
Только за 1959 в Финиксе было построено больше зданий, чем за тридцатилетний период с 1914 по 1946.

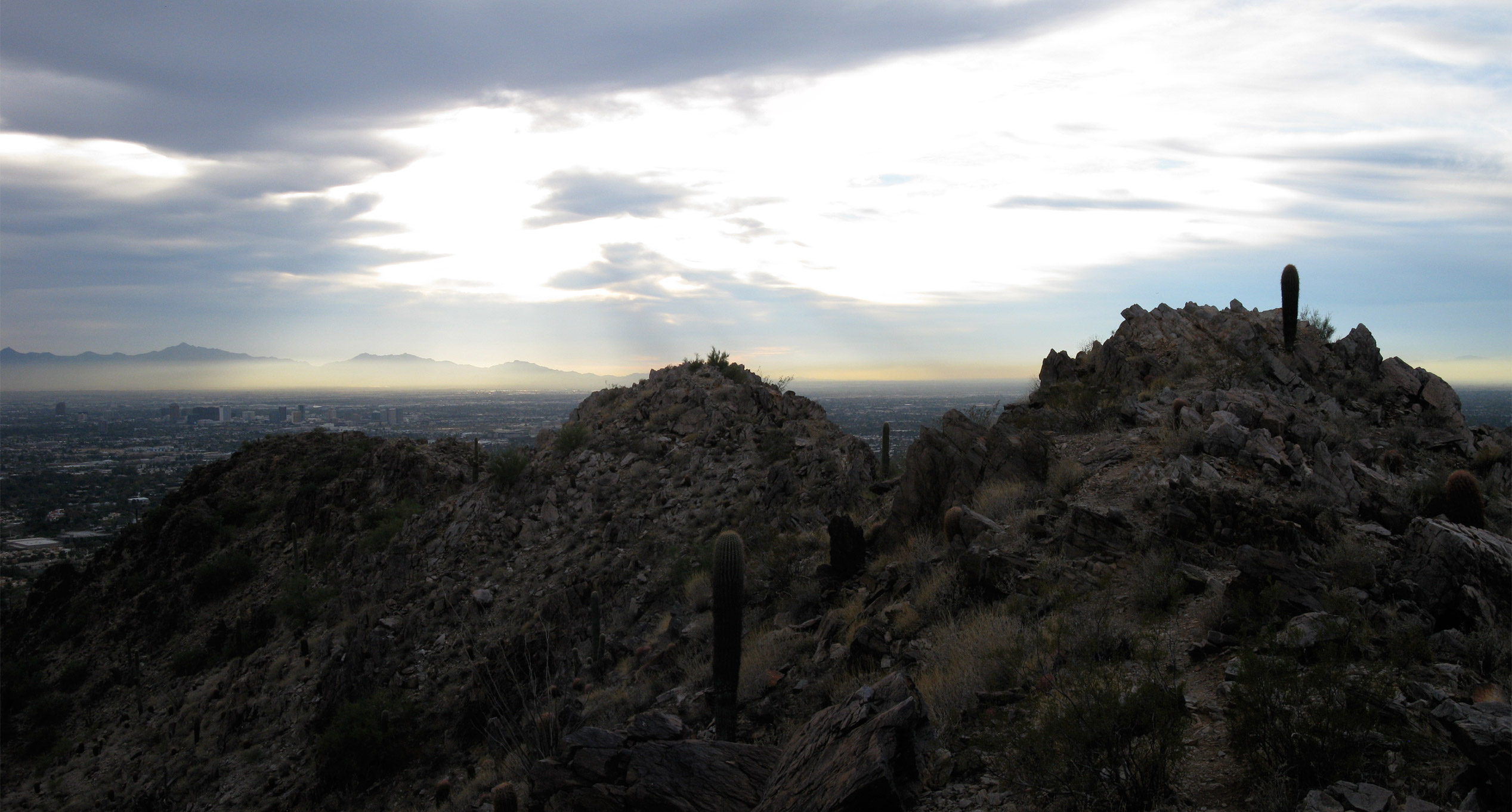
Вид на Мидтаун Финикса из Горного заказника, декабрь 2010.

В следующие десятилетия рост города и агломерации продолжался, кроме того, увеличивался туристический поток в город, в основном, благодаря необычному расположению города в пустыне и хорошим возможностям для отдыха. В 1965 открылся Финиксовский корпоративный центр, ставший самым высоким зданием в Аризоне (104 м). В 1960-х в быстро растущем городе возводились и другие здания, например: Центр Розенвейга (1964), ныне известный, как Phoenix City Square, достопримечательный финансовый центр Финикса (1968) и множество жилых комплексов. В 1965 западнее Даунтауна был открыт Колизей, являющийся одной из крупнейших спортивных арен Аризоны. Также в 1968 президентом Линдоном Джонсоном был принят проект Центральной Аризоны, рассчитанный на поддержание запасов воды для Финикса, Тусона и сельскохозяйственных пространств между ними. 2 декабря 1969 Папа римский Павел VI создал Епархию Финикса, отделив её от Архиепархии Тусона. Эдвард Маккарти стал первым епископом Финикса.
1970-е стали пиком активности строительства новых зданий в Даунтауне Финикса. В конце десятилетия власти города приняли концепцию развития Финикса до 2000, согласно которой планировалось разделить Финикс на несколько городских поселений, каждое со своим ядром, в котором плотность населения значительно выше, чем на окраинах. Первоначально планировалось сделать 9 поселений, но с годами их число увеличилось до 15. Власти выполняли концепцию, создавая транспортные узлы в поселениях и соединяя их автострадами. В 1970-х в Даунтауне было открыто несколько примечательных сооружений: симфонический театр Финикса, Wells Fargo Plaza, Chase Tower (ранее — Valley Center, 147 м, самое высокое здание Аризоны), U.S. Bank Center.

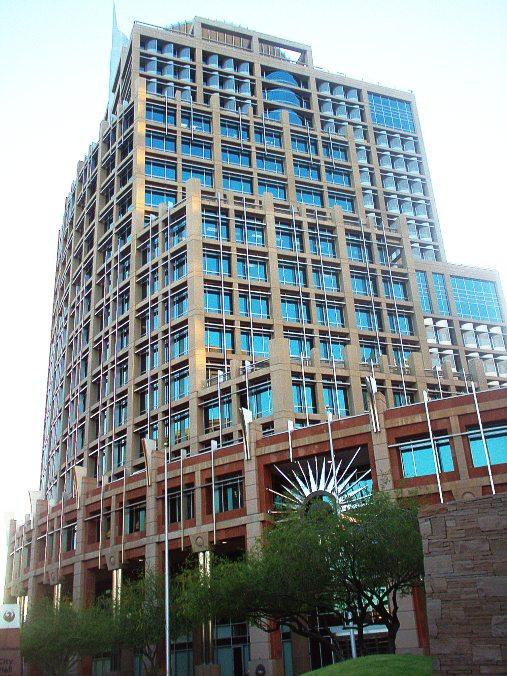
Новое здание Городская ратуша Финикса (112 м)

Благодаря рекомендации президента Рейгана, 25 сентября 1981 финиксийка Сандра О’Коннор стала первой женщиной-судьёй в Верховном суде США. В 1985 была открыта Атомная генерирующая станция в Пало-Верде, крупнейшая АЭС в стране. В 1987 в город приезжали Иоанн Павел II и Мать Тереза.
Результатом наплыва эмигрантов в 1990-х, поселявшихся в бюджетных домах Саннислоупа стало то, что в 2000 в местных школах говорили на 43 языках. В 1992 было построено новое здание ратуши, а в 1993 по инициативе шерифа Джо Арпайо появился «Палаточный городок», возведённый заключёнными для того, чтобы разгрузить переполненные заведения Тюремной системы округа Марикопа (4-й в мире по величине). В марте 1997 произошло известное явление огни Финикса.

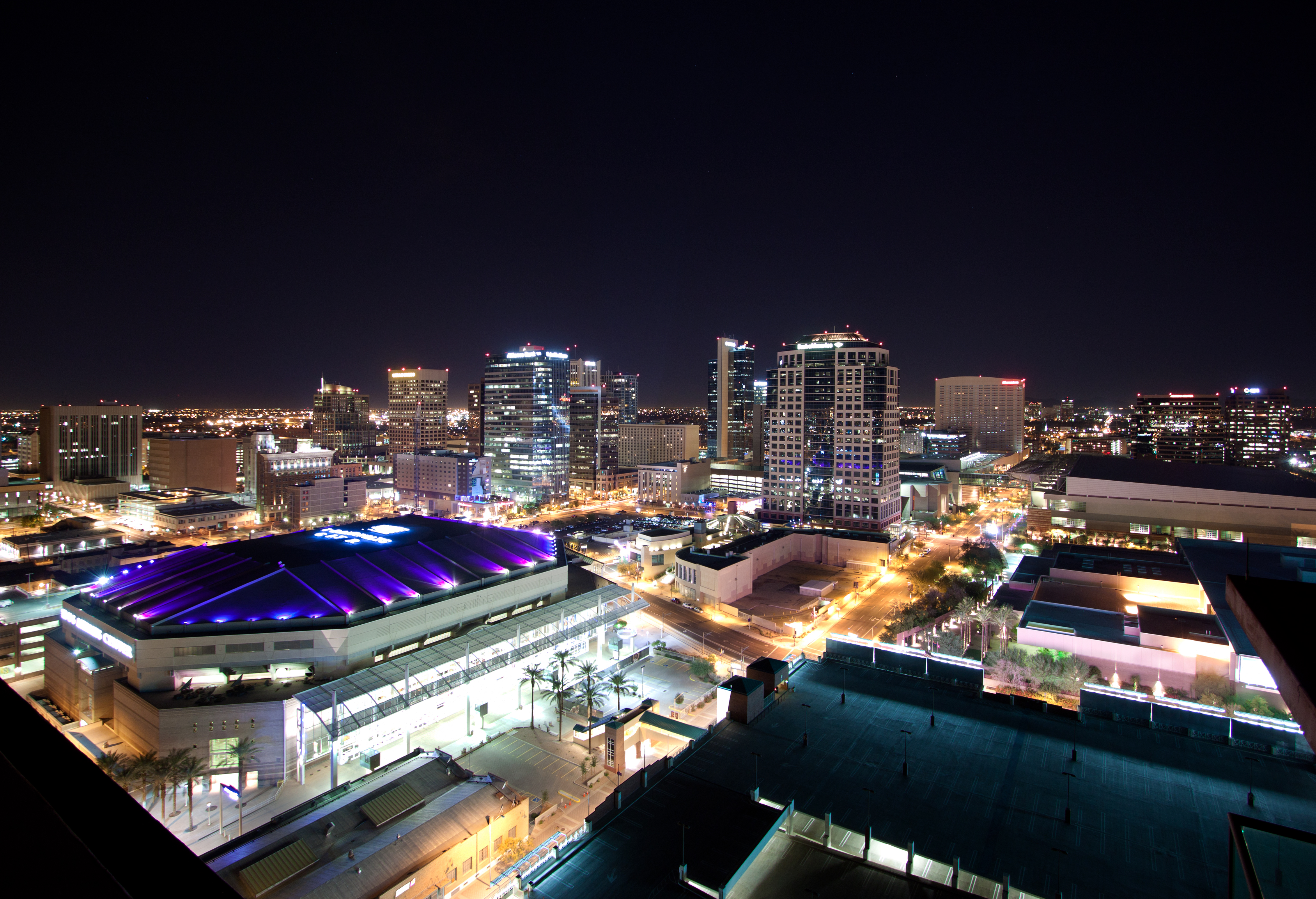
Даунтаун Финикса ночью

Население Финикса продолжает расти, с 2007 рост населения составил 24,2 %, благодаря чему агломерация Финикса является второй быстрорастущей в США после агломерации Лас-Вегаса. В 2008, пик Скво был переименован в пик Пайэстевы в честь Лори Пайэстевы, аризонки и первой индейской женщины, умершей в бою, а также первой американки, погибшей во время Иракской войны в 2003. В 2008 Финикс был одним из наиболее пострадавших от ипотечного кризиса городов США. В начале 2009 года средняя цена дома в городе составила $150000, понизившись с рекордных $262000 в 2007. Уровень преступности в Финиксе также значительно понизился в последние годы, так как некоторые ранее опасные, упадочные районы, такие, как Саут-Финикс, Альгамбра и Мэривейл (ныне — Уэст-Финикс), были восстановлены и ситуация в них стабилизировалась. Недавно произошло обновление Даунтауна и Центрального ядра, в результате чего множество ресторанов, магазинов и предприятий открылись или переехали в центральный Финикс.
Шесть раз (1950, 1958, 1980, 1989, 2009, 2022) город Финикс был награждён премией All-America City Award (с англ. — «Всеамериканский город») присуждаемой Национальной гражданской лигой, которую неофициально называют «Нобелевской премией за конструктивное гражданство» и которая выдается за активную гражданскую позицию жителей некорпоративных сообществ Соединённых Штатов в жизни местного самоуправления.

## География

### Географическое положение

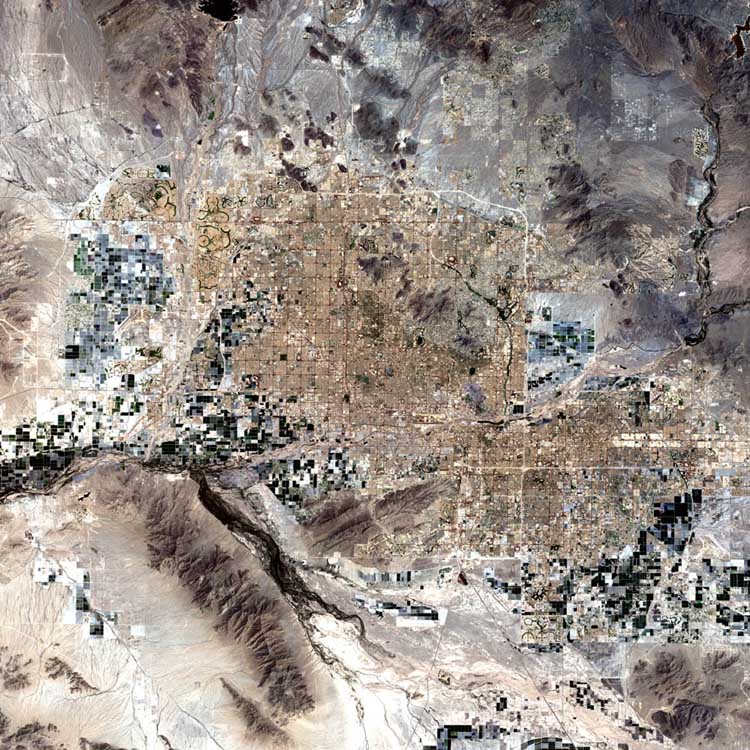
Фотография агломерации Финикса, сделанная спутником Landsat 7 в 2002

Финикс находится на юге центральной части Аризоны, являющейся одним из юго-западных штатов США, на полпути между Тусоном и Флагстаффом. Финикс расположен в долине реки Солт, также известной как «Солнечная долина», на высоте 340 м от уровня моря, в центральной части Аризоны, в самом центре пустыни Сонора.

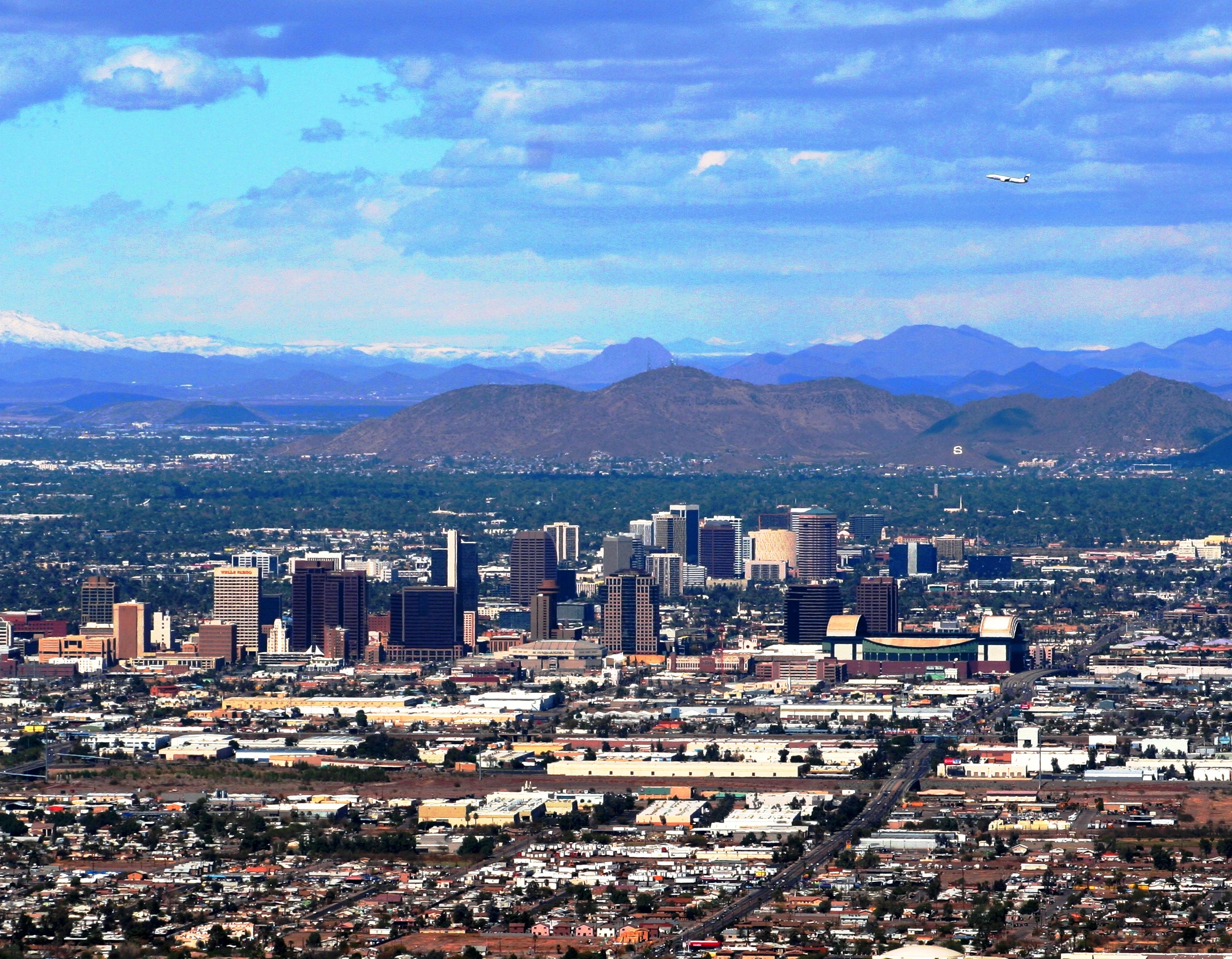
Панорама северной части города, гора Саннислоуп отчётливо видна на заднем плане

Несмотря на то, что территория города со всех сторон окружена горами, Финикс расположен на большой равнине, благодаря чему, была создана четкая сеть городских улиц и автодорог. В долине вокруг города разбросаны разные горные массивы: Мак-Дауэлл на северо-востоке, Уайт-Танк на западе, Суперстишн на востоке и Сиерра-Эстрелла на юго-западе. На окраинах Финикса находятся огромные орошаемые поля и несколько индейских резерваций. Река Солт (Солёная река) пересекает город с востока на запад. Речное русло почти всегда пересохшее, за исключением случаев сброса воды из водохранилища, созданного для бесперебойного снабжения города пресной водой и орошения полей и расположенного выше по течению. Городское поселение Ауатуки отделено от города парком Южных гор.
Согласно бюро переписи населения США, территория города составляет 1 343,94 км², из них 1 340,69 км² (99,8 %) суши и 3,25 км² (0,2 %) водной поверхности. Несмотря на то, что город является 5-м по населению в США, благодаря огромной территории, Финикс имеет сравнительно небольшую плотность населения (1 238,37 чел./км²), при том, что в Филадельфии (6-й по населению) она составляет около 4 555 чел./км².
Как и на большей части Аризоны, с 1973 в Финиксе не соблюдается летнее время.

### Соседства

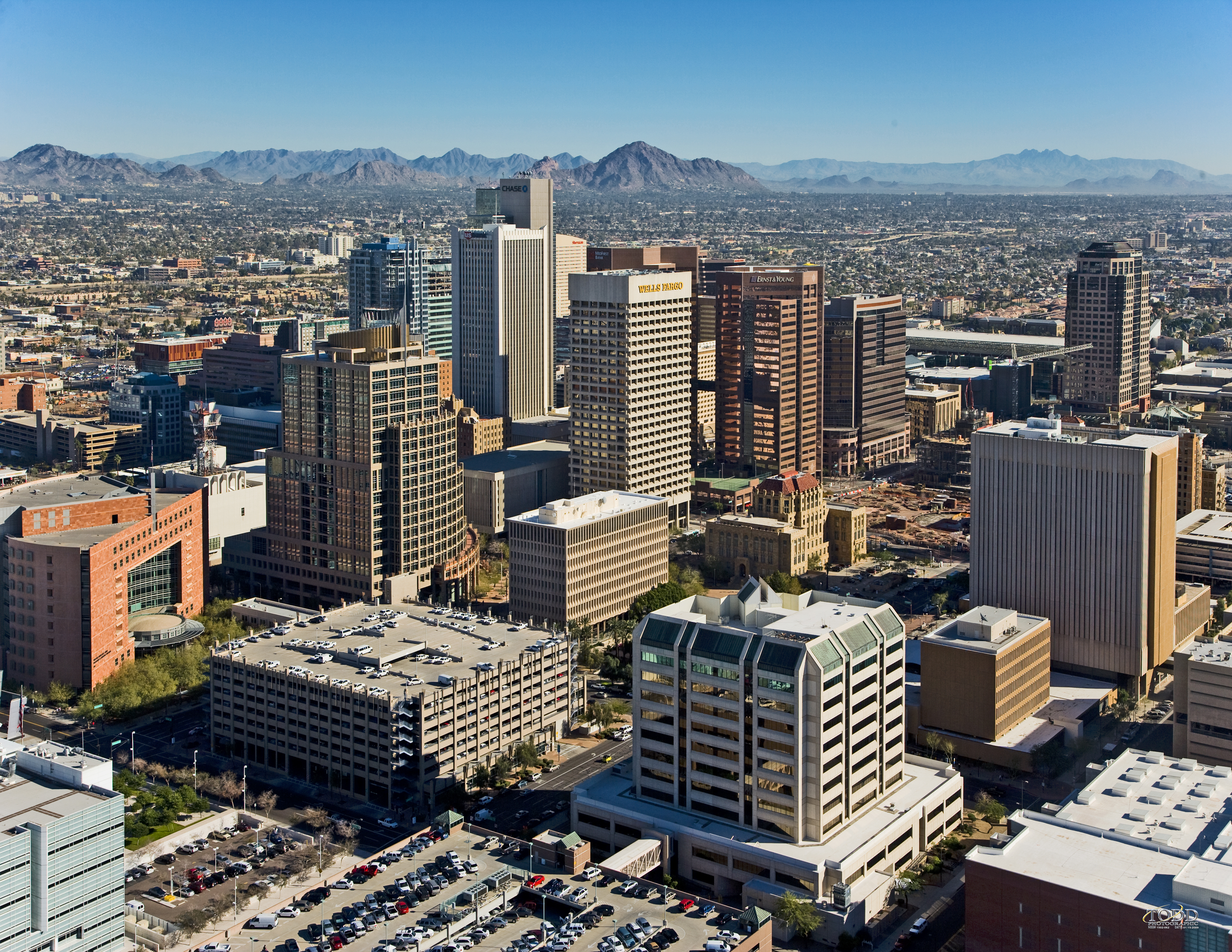
Панорама северо-восточной части Даунтауна

Схема городских поселений Финикса

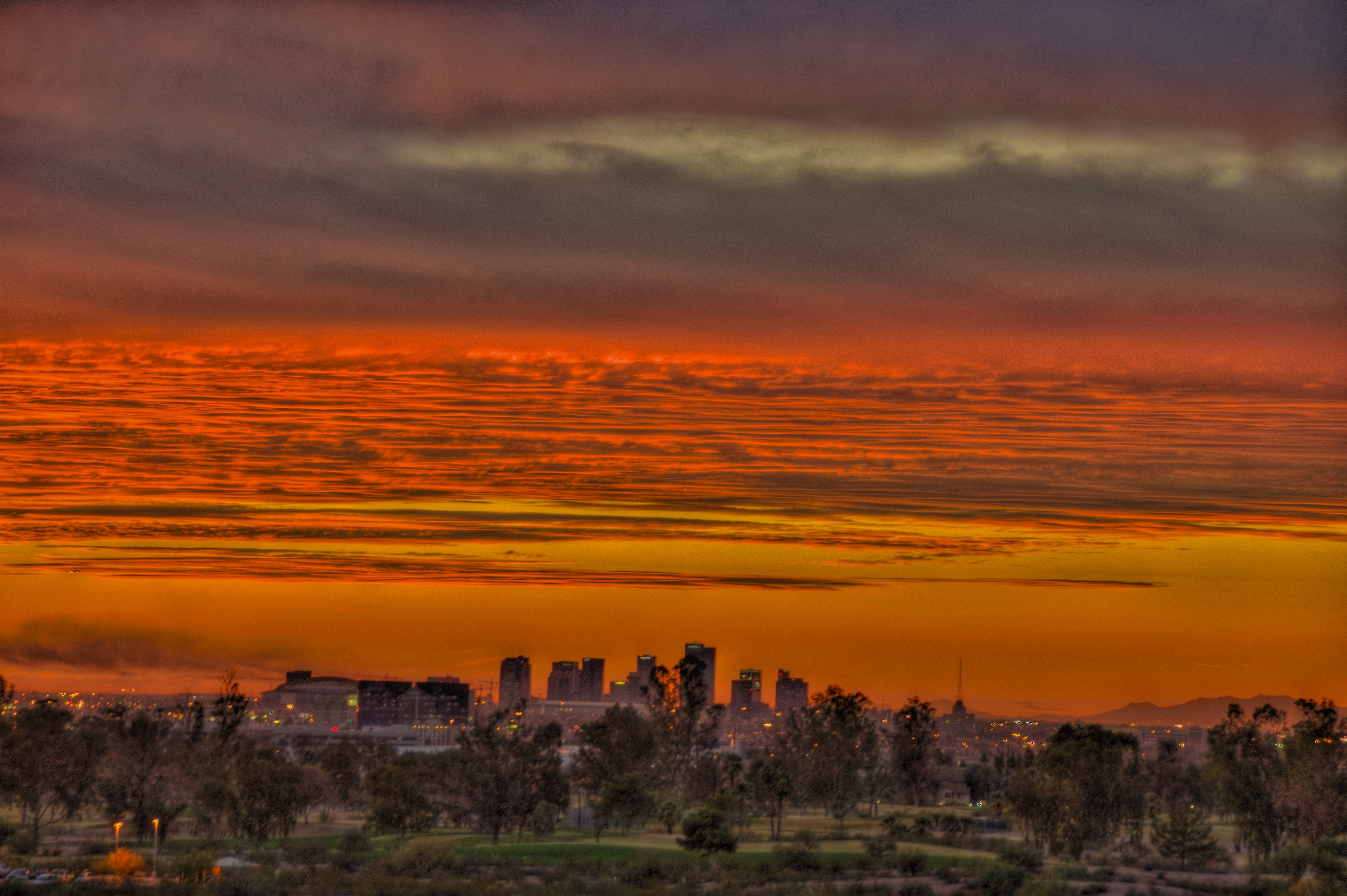
Закат в Финиксе, вид из парка Папаго, 2010

С 1979 Финикс разделен на городские поселения, многие из которых являлись историческими соседствами в городе. Каждое поселение имеет комитет планировки, подчиняющийся городскому совету и обязанный следить за развитием своего поселения и его ядра, а также сохранять уникальный образ, определяющий поселение среди других.
Всего было создано 15 поселений:
- Альгамбра
- Восточный Кемелбек[англ.]
- Дезерт-Вью
- Долина Дир
- Долина Парадайз
- Лавин[англ.]
- Мэривейл
- Норт-Гейтвей
- Предгорья Ауатуки[англ.]
- Рио Виста[англ.]
- Северные горы
- Центральный город[англ.]
- Энканто[англ.]
- Эстрелла
- Южные горы

Кроме городских поселений, в Финиксе имеются несколько соседств: Даунтаун, Мидтаун, Уэст-Финикс, Норт-Финикс, Саут-Финикс, Билтмор, Аркадия и Саннислоуп.

### Климат
Климат Финикса аридный (в классификации Кёппена — BWh), характерный для таких сухих и жарких пустынь как Сонора. По термическому режиму он схож с климатом городов в регионе Персидского залива — Багдада или Эр-Рияда (однако годовое распределение облачности и осадков совершенно иное).

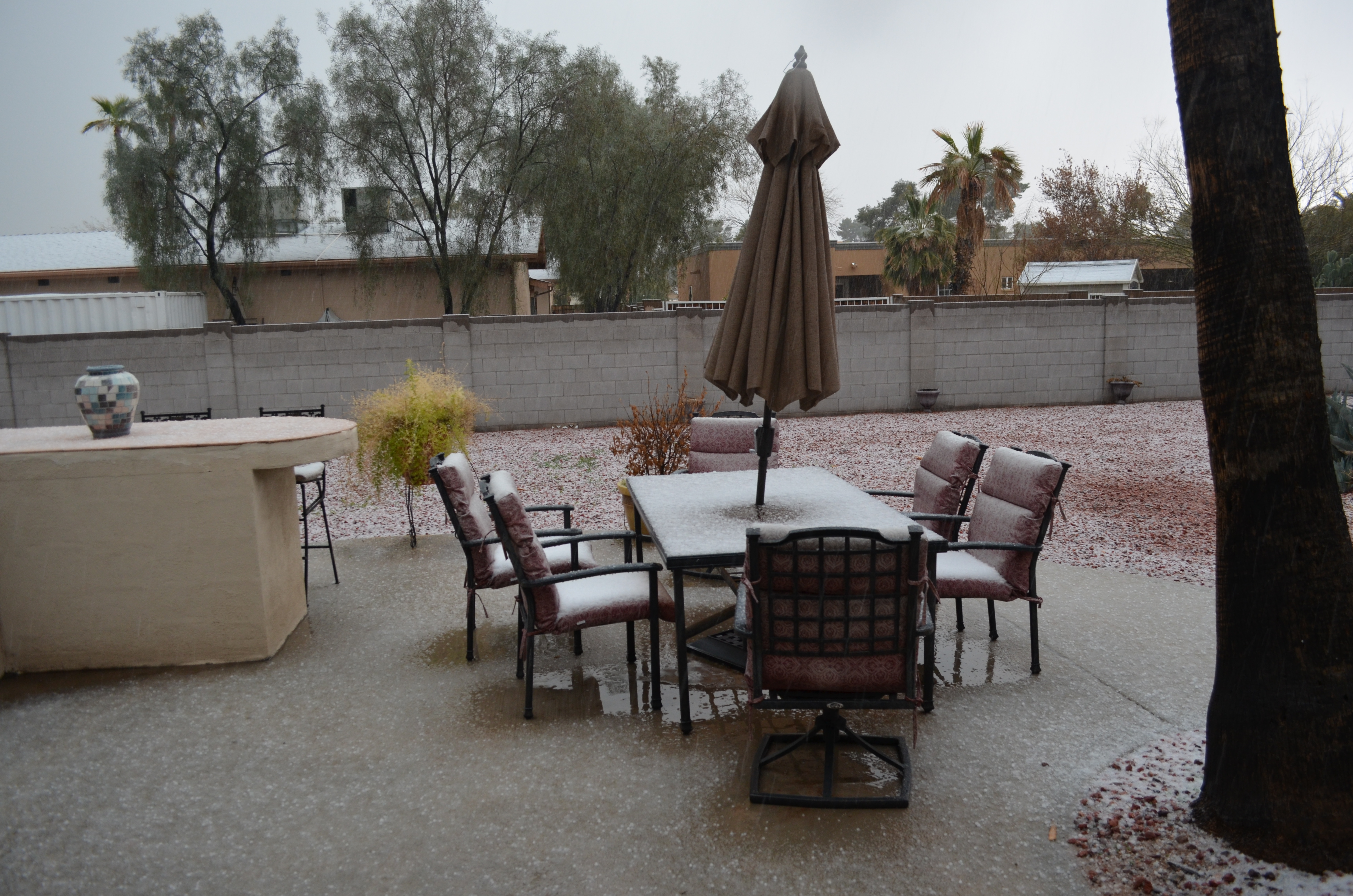
Снежная крупа в феврале 2013

Свыше 80 дней в году, с конца июня по сентябрь, среднесуточная температура воздуха превышает +30 °C, а дневная температура (средний максимум) составляет около +39...+41 °C. Абсолютный максимум +50 °C был зарегистрирован 26 июня 1990, абсолютный минимум 7 января 1913 составил −8,9 °C. Минимальная температура зимой очень редко опускается ниже нуля, последний раз это происходило 2 января 2019 года. До этого ниже нуля температура последний раз опускалась в период с 12 по 15 января 2013 года.

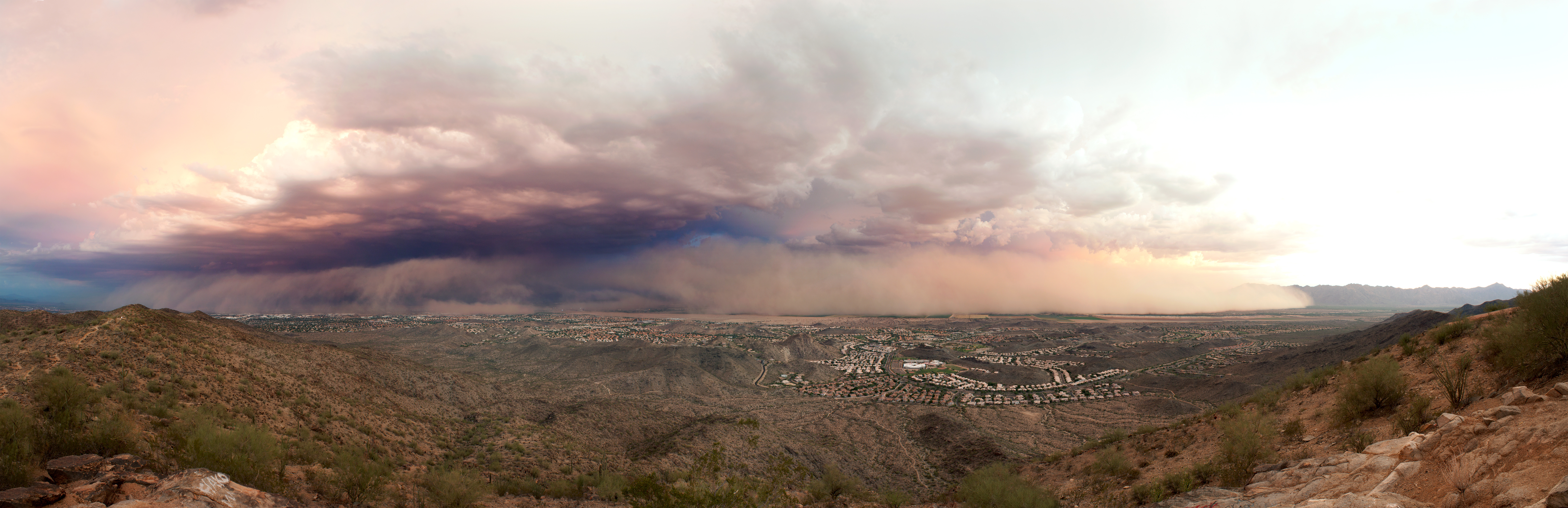
Хабуб — сильная пыльная буря в Финиксе, 2011

Число ясных дней в году — около 330 (более 90 % года). Среднегодовое количество осадков — 190—210 мм (в среднем за год наблюдается 50 дней с осадками), самый влажный месяц — июль (27 мм), самый сухой — июнь (1 мм). В году имеется один наиболее сухой период — апрель—июнь (с количеством осадков 1-7 мм в месяц) и два влажных — январь-март и июль-август (с количеством осадков 23-27 мм в месяц). В июле-августе чаще всего, по сравнению с остальным периодом года, наблюдаются дожди (7-8 дней в месяц) и грозы (около 6 дней в месяц).
Среднегодовое число дней с грозой — 22, с туманом — 6 (туманы отмечаются в период с декабря по февраль).
Снег в городе — очень редкое явление, отмечался в городе всего семь раз, последний раз в декабре 1985. Максимальная высота снежного покрова достигла 10 см в январе 1937. Иногда бывают пыльные бури.
Финикс является самым жарким и одним из самых сухих городов США. Также входит в число самых жарких городов мира.
| Показатель                    | Янв. | Фев. | Март | Апр. | Май  | Июнь | Июль | Авг. | Сен. | Окт. | Нояб. | Дек. | Год   |
| ----------------------------- | ---- | ---- | ---- | ---- | ---- | ---- | ---- | ---- | ---- | ---- | ----- | ---- | ----- |
| Абсолютный максимум, °C       | 31,1 | 33,3 | 37,8 | 40,6 | 45,6 | 50,0 | 49,4 | 47,2 | 46,7 | 41,7 | 35,6  | 30,6 | 50,0  |
| Средний суточный максимум, °C | 19,6 | 21,5 | 24,9 | 29,6 | 34,9 | 39,9 | 41,2 | 40,2 | 37,7 | 31,4 | 24,2  | 18,9 | 30,3  |
| Средняя температура, °C       | 13,6 | 15,4 | 18,4 | 22,6 | 27,8 | 32,7 | 34,9 | 34,2 | 31,3 | 24,8 | 17,8  | 13,0 | 23,9  |
| Средний суточный минимум, °C  | 7,6  | 9,3  | 11,9 | 15,7 | 20,8 | 25,4 | 28,6 | 28,2 | 24,9 | 18,2 | 11,5  | 7,1  | 17,4  |
| Абсолютный минимум, °C        | −8,9 | −4,4 | −3,9 | 1,7  | 3,9  | 9,4  | 17,2 | 14,4 | 8,3  | 1,1  | −2,8  | −5,6 | −8,9  |
| Норма осадков, мм             | 17,0 | 17,3 | 22,4 | 5,6  | 3,0  | 3,3  | 21,1 | 24,4 | 21,8 | 16,5 | 16,8  | 25,4 | 194,6 |
| Источник: Погода и климат,    |      |      |      |      |      |      |      |      |      |      |       |      |       |

## Население
| Расовый состав населения                | 2010   | 1990   | 1970   | 1940   |
| --------------------------------------- | ------ | ------ | ------ | ------ |
| Белые (включая белых латиноамериканцев) | 65,9 % | 81,7 % | 93,3 % | 92,3 % |
| Белые без латиноамериканцев             | 46,5 % | 71,8 % | 81,3 % | н/д    |
| Латиноамериканцы (всех рас)             | 40,8 % | 20,0 % | 12,7 % | н/д    |
| Афроамериканцы                          | 6,5 %  | 5,2 %  | 4,8 %  | 6,5 %  |

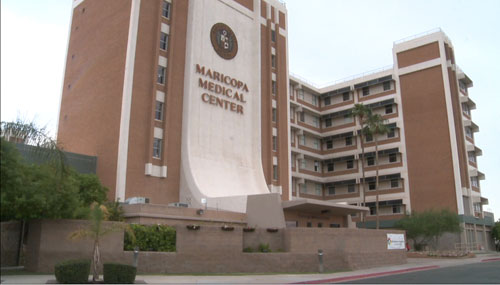
Медицинский центр округа Марикопа — главный и крупнейший госпиталь в Финиксе

| Американцы азиатского происхождения     | 3,2 %  | 1,7 %  | 0,5 %  | 0,8 %  |

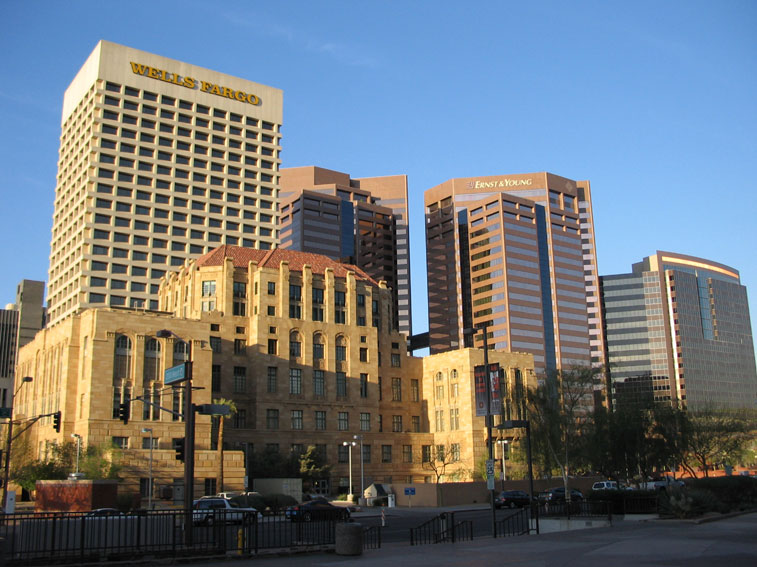
Даунтаун Финикса

По предварительным данным за 2021 год в городе проживало 1 624 569 жителя, что делает Финикс пятым по численности населения городом в США и первым по этому показателю среди столиц американских штатов.
После десятилетия лидирования среди городов США по росту населения, темп Финикса заметно уменьшился из-за ипотечного кризиса. По этой причине в 2009 население Финиксовской агломерации увеличилось всего на 77 000, тогда, как в 2006 наблюдался пик — 162 000. За десятилетие с 2000 года население Финикса увеличилось на 124 000 (9,4 %), а население агломерации за этот период увеличилось на 28,9 %.
Агломерация Финикса, официально известная, как Агломерация Финикса, Месы и Глендейла, — одна из 10 агломераций в Аризоне, 10-я по населению в США (4 946 145). В агломерации проживают 65,5 % населения Аризоны. Финикс составляет лишь 13 % в росте агломерации при том, что в прошлом десятилетии этот показатель составлял 33 %.

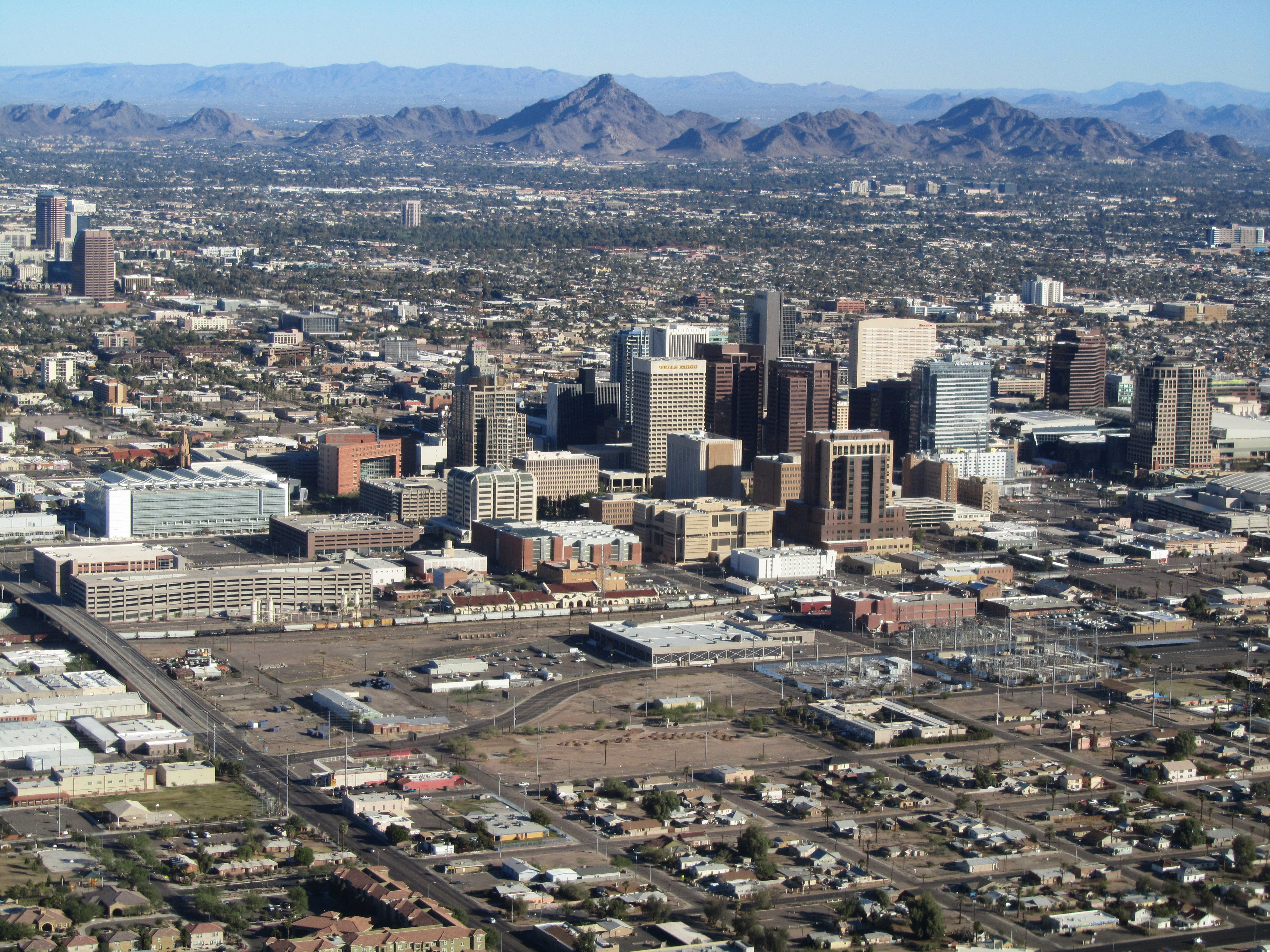
Вид на Даунтаун из самолёта, 2011

Население Финикса поровну разделено между мужчинами и женщинами (мужчин — 50,2 %). Средний возраст горожан — 32,2 года, лишь 10,9 % жителей — свыше 65 лет. 98,5 % финиксовцев проживают в домохозяйствах со средней наполняемостью 2,77. Всего в городе 514 806 домохозяйств, 64,2 % из которых состоят из семей: 42,3 % женатых пар, 7 % с одиноким мужчиной во главе домохозяйства и 14,9 % с одинокой женщиной. В 33,6 % домохозяйств есть дети до 18. Из 35,8 % несемейных домохозяйств, в 27,1 % проживает один человек (женщины — 13,7 %, мужчины — 13,5 %).
Среднегодовой доход домохозяйства — $47 866, семейный доход — $54 804. Среднегодовой доход мужчин составляет $32 820, у женщин — $27 466. 21,8 % населения и 17,1 % семей находятся за чертой бедности. 31,4 % из них — в возрасте до 18 и 10,5 % — от 65.
Согласно данным переписи населения (2010) жители Финикса относят себя к следующим народам и расам:
- Белые: 65,9 % (не-испанцы — 46,5 %)
- Латиноамериканцы (всех рас): 40,8 %
  - Мексиканцы — 35,9 %
  - Пуэрториканцы — 0,6 %
  - Гватемальцы — 0,5 %
  - Сальвадорцы — 0,3 %
  - Кубинцы — 0,3 %
- Афроамериканцы: 6,5 % (не-испанцы — 6,0 %)

- Американцы азиатского происхождения: 3,2 %
  - Индийцы — 0,8 %
  - Филиппинцы — 0,5 %
  - Корейцы — 0,5 %
  - Китайцы — 0,4 %
  - Вьетнамцы — 0,4 %
  - Японцы — 0,2 %
  - Тайцы — 0,2 %
  - Бирманцы — 0,1 %
- Коренные американцы: 2,6 %
- Гавайцы и другие островитяне[англ.]: 0,1 %
- Другие расы: 0,1 %
- Многорасовые американцы[англ.]: 1,7 %

Из 1 624 569 горожан старше 5 лет 63,5 % используют в быту только английский язык, 30,6 % — испанский, 2,5 % — другие индоевропейские языки, 2,1 % — азиатские или островные языки, 1,4 % говорят на других языках. 15,7 % говорящих не на английском знают его хуже, чем «очень хорошо».

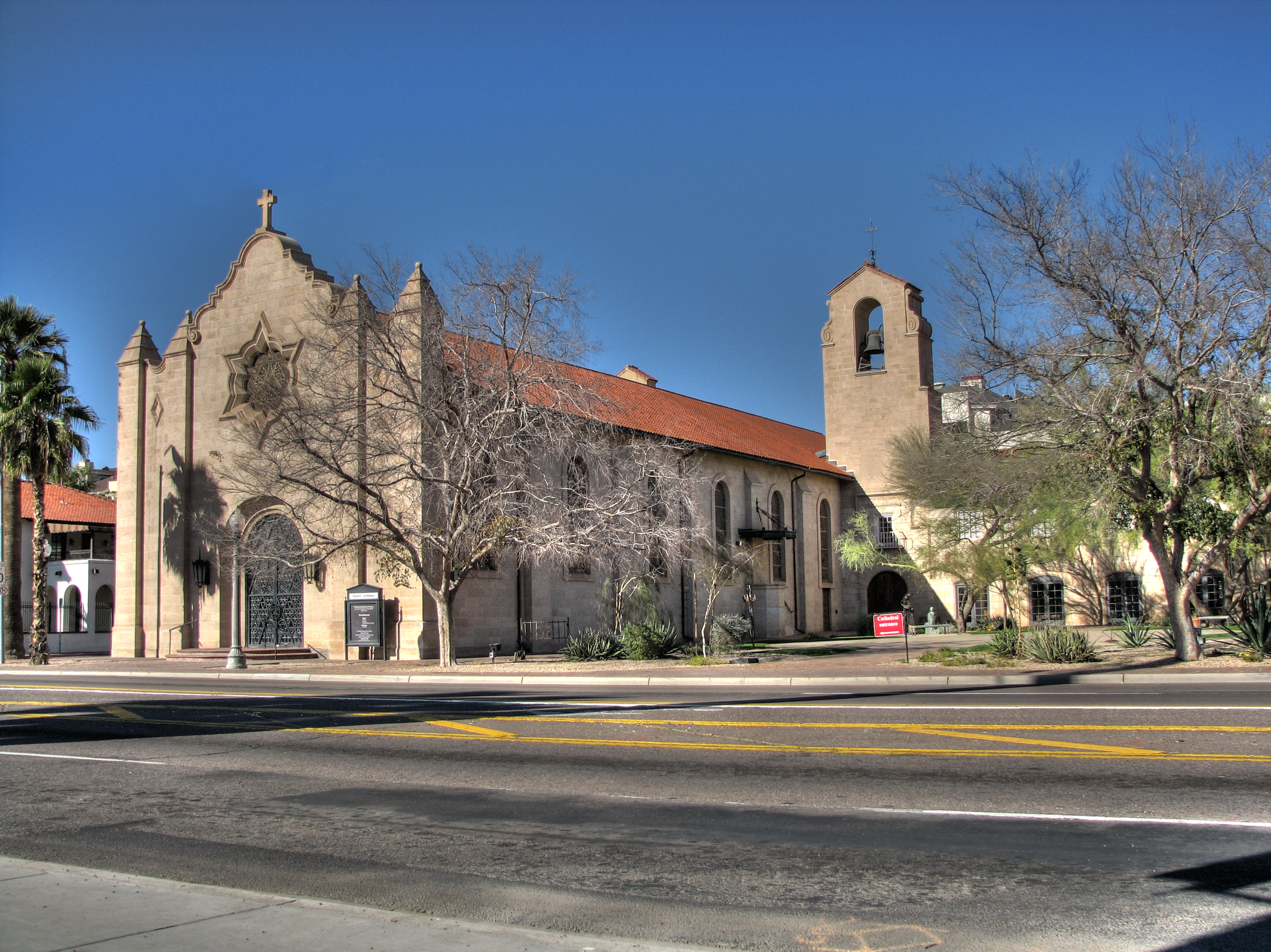
Епископальный собор Троицы

35,9 % горожан по происхождению относят себя к мексиканцам, 15,3 % — к немцам, 10,3 % — к ирландцам, 9,4 % — к англичанам, 6,5 % — к африканцам, 4,5 % — к итальянцам, 2,7 % — к французам, 2,5 % — к поляками, 2,2 % — к индейцам и 2,0 % — к шотландцам.
По данным религиозной переписи населения — 2010 39 % опрошенных относили себя к одной из религиозных групп: 35 % из них являются католиками, 22 % — евангелистами, 16 % — мормонами, 14 % — неденоминационными христианами, 7 % — обычными протестантами, 2 % — индуистами, остальные 4 % — другие религии (в частности, буддизм и иудаизм) и атеисты.

## Экономика
В начале своего развития экономика Финикса основывалась на сельском хозяйстве и природных ресурсах (т. н. «5С» (англ. copper, cattle, climate, cotton and citrus), то есть медь, скот, климат, хлопок и цитрусовые). Только после завершения проекта реки Солт город стал интенсивно развиваться благодаря появившимся восстанавливаемым запасам воды. Стало модернизироваться сельское хозяйство, перепрофилировавшееся с выращивания люцерны на производство хлопка, цитрусовых и других культур. К середине 1910-х культивировалось почти 0,25 акра пахотных земель.

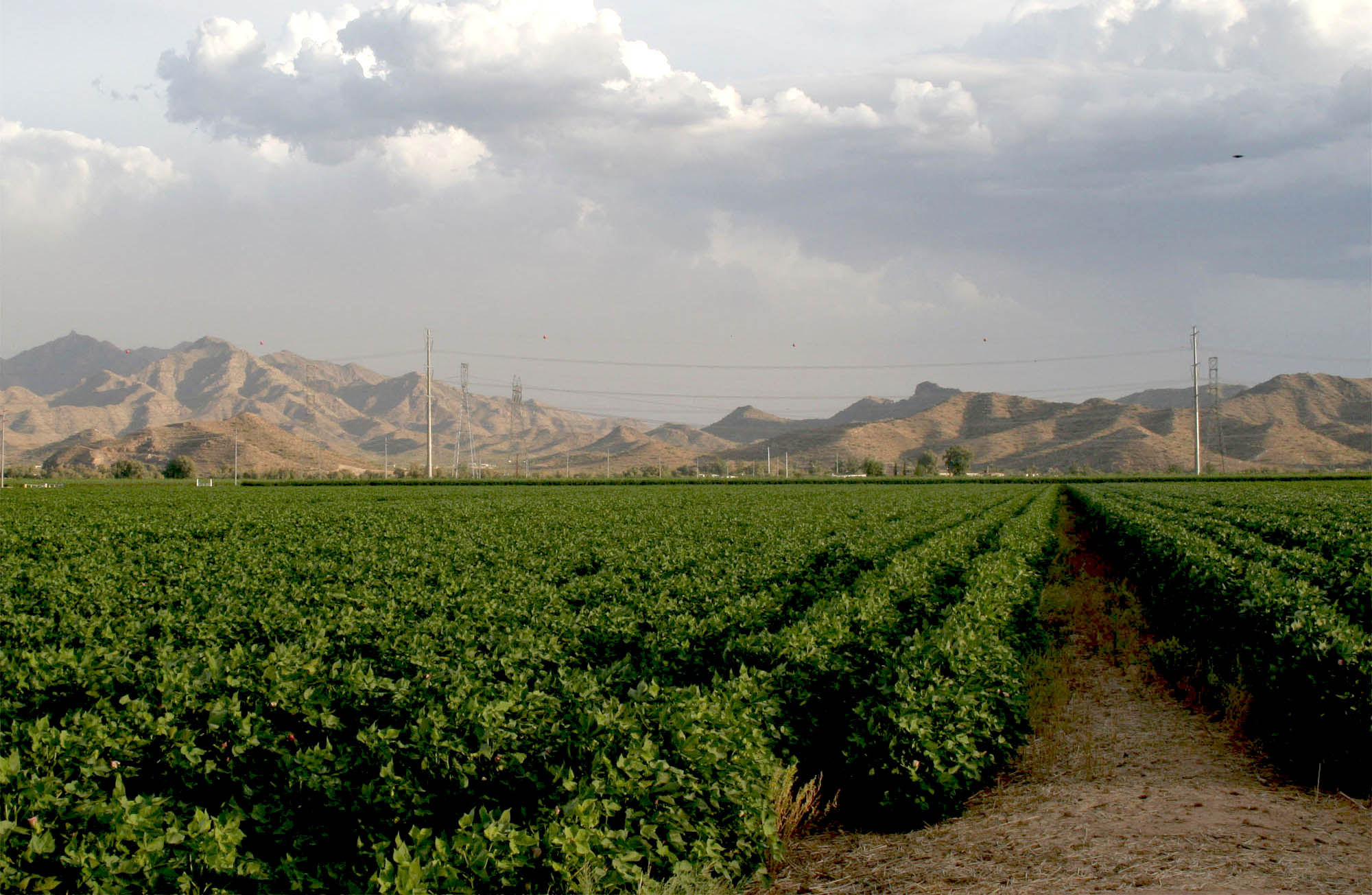
Хлопковое поле в пригороде Финикса

Когда началась Первая мировая война, американское производство перестало получать импортный хлопок, который использовался при производстве шин и покрытий для самолётов, поэтому промышленники стали искать новые источники этого материала. Долина реки Солт стала для них идеальным местом. Производственники (такие, как Goodyear) стали закупать из Финикса все больше и больше хлопка. К тому времени вышеназванная компания основала город Гудиер (Goodyear) к юго-западу от Финикса, чтобы самостоятельно выращивать хлопок. К 1918 хлопок сместил люцерну с первого места по выращиванию в Финиксе. К 1920, когда хлопок выращивался на 75 % посевных площадей, спрос на него стал уменьшаться из-за окончания войны и отсутствия необходимости создавать новые военные машины и того, что иностранные производители вернулись на американский рынок. По этим причинам было решено уменьшать хлопковые участки вокруг Финикса.
Скот, как и мясная индустрия, с ним связанная, также являлся важной частью экономики города. После упадка в производстве хлопка посевные площади в Марикопе были отданы люцерне, пшенице и ячменю, а также новым цитрусовым плантациям. После этого началось развитие скотоводческой индустрии. В конце Ревущих двадцатых Финикс являлся крупнейшим производителем мяса между Лос-Анджелесом и Далласом.
Благодаря смене хлопка другими культурами в Финиксе после недолгой местной депрессии началось процветание. Первое высотное здание, 7-этажный Heard, было построено в 1920, в 1924 было открыто следующее, 10-этажное Luhrs, в 1928 появилось здание в 16 этажей, отель Westward.

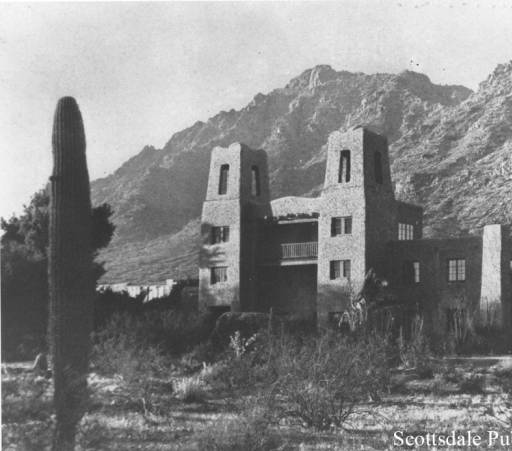
Гостиница Jokake, 1926

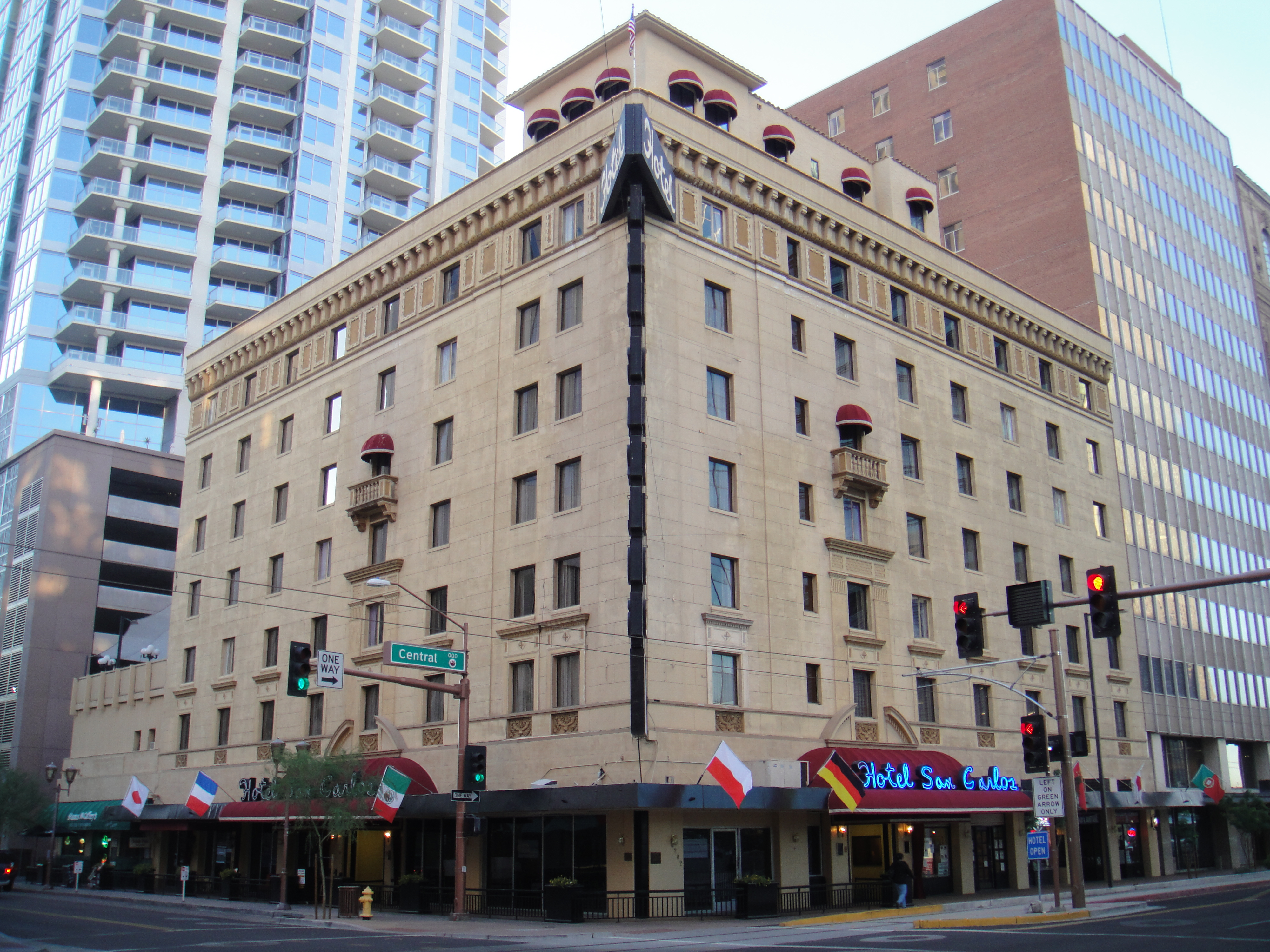
Отель Сан Карлос, открытый в 1928

После учреждения Южной тихоокеанской железной дороги в 1926, открытия железнодорожного вокзала в 1923 и создания аэропорта в конце десятилетия стало значительно легче попасть в город. Совместными усилиями муниципалитета и предпринимателей в 1920-х были возведены гостиницы и курорты: Westward Ho, Ingleside Inn, Jokake Inn,  San Carlos и Arizona Biltmore, созданный одним из студентов Фрэнка Ллойда Райта и построенный в 1929. К концу десятилетия впервые в истории города доход Финикса от туризма превысил $10 млн. С тех пор туризм стал одной из движущих сил экономики Финикса.
Великая депрессия затронула Финикс, но не так сильно, как другие города страны, из-за того, что в Финиксе на тот момент уже имелась хорошо структурированная сильная экономика и город тратил на производственную сферу не такую большую часть средств, как другие города, поэтому, несмотря на банкротства и безработицу, уже к 1934 город полностью восстановился .

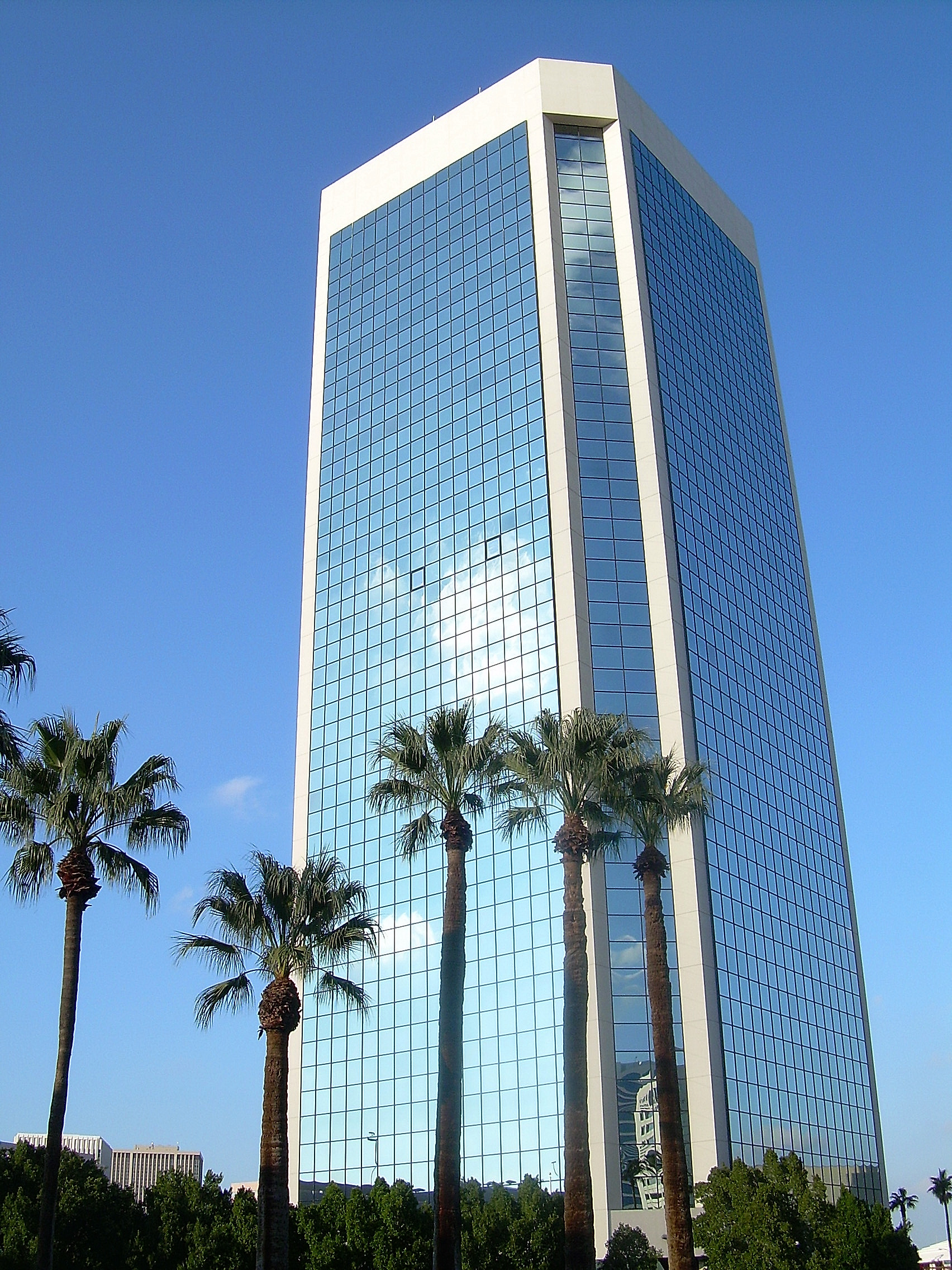
Офисное здание (Северная Централ-авеню, 3300) в Даунтауне

После Второй мировой войны население Финикса стало восстанавливаться и продолжило свой рост. В 1948 Motorola выбрала Финикса как место для строительства научного центра развития военной электроники.
Из-за роста города индустрия недвижимости стала переживать рассвет, в частности, к северо-западу от Финикса к 1960 «с нуля» был возведен город Сан-Сити.

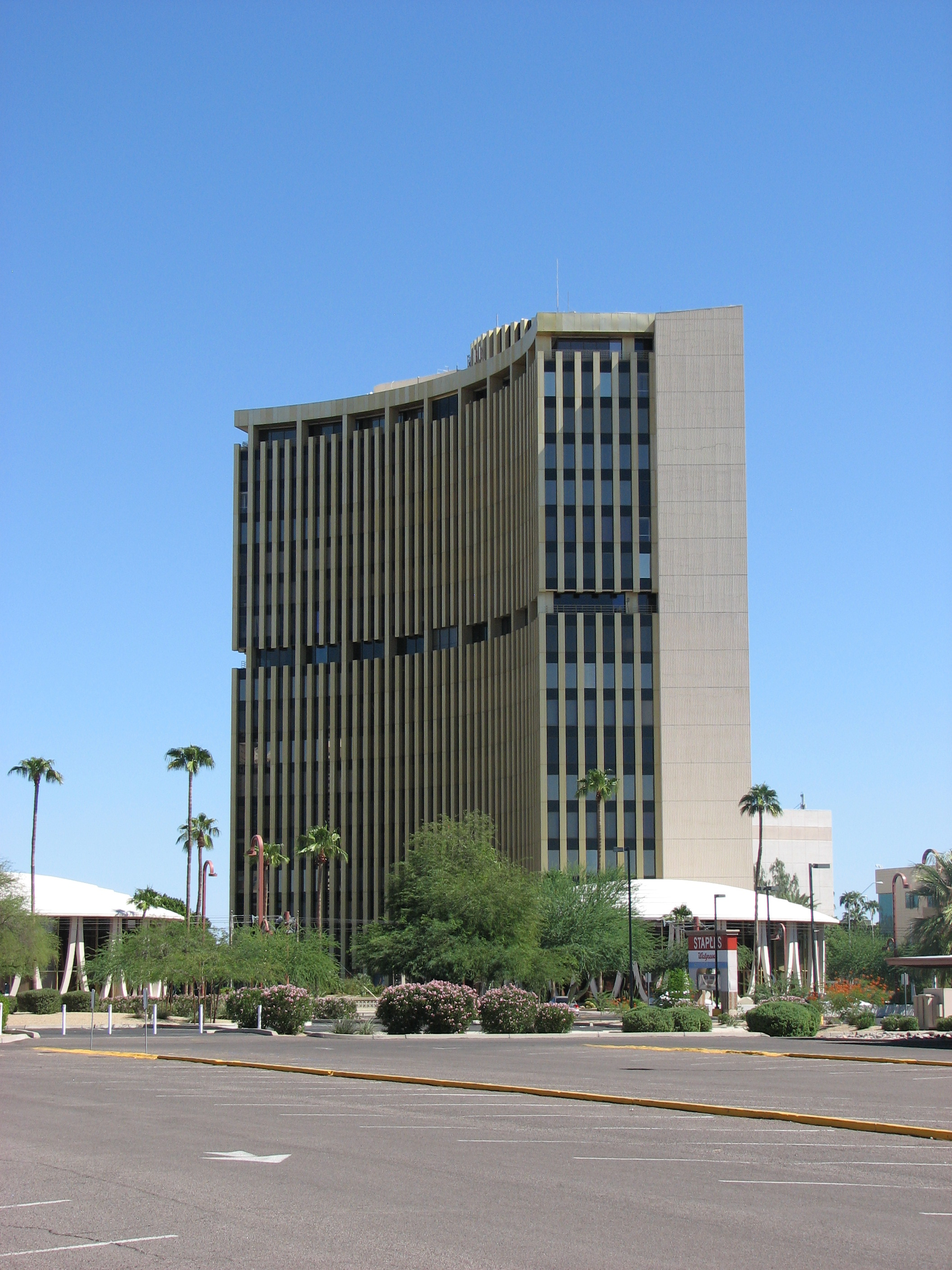
Финиксовский финансовый центр

Когда в 2007—2010 произошёл финансовый кризис, строительство в Финиксе было остановлено, ввиду чего цены на недвижимость резко упали. Из-за того, что рынок недвижимости играет в экономике города важную роль, Финикс стал одним из первых городов в США, испытавших на себе последнюю рецессию.

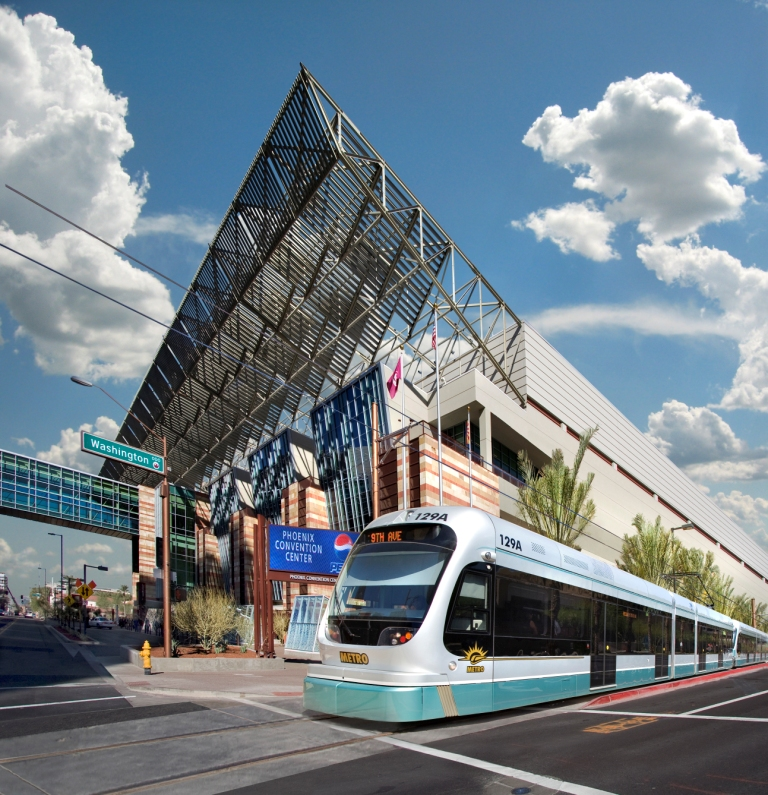
Выставочный центр Финикса, 2009

В Финиксе размещены штаб-квартиры таких корпораций из списка Fortune 500, как Avnet (электроника), Freeport-McMoRan (горнодобыча), PetSmart (товары для животных), Republic Services (коммунальное хозяйство). Intel владеет семью заводами в Финиксе с общей численностью персонала свыше 12 000 человек, кроме того, компания потратила 5 млрд $ на расширение своих заводов. Также в городе находится главный центр обработки информации платёжной системы American Express. Кроме того, в Финиксе размещаются штаб-квартиры U-Haul, одной из крупнейших в США мувинговых компаний, Best Western, самой большой в мире сети гостиниц, Apollo Group, владеющей Университетом Финикса. US Airways, вошедшая в состав American Airlines, имеет корпоративную штаб-квартиру в Финиксе, а также является основной авиакомпанией в аэропорте Скай-Харбор.

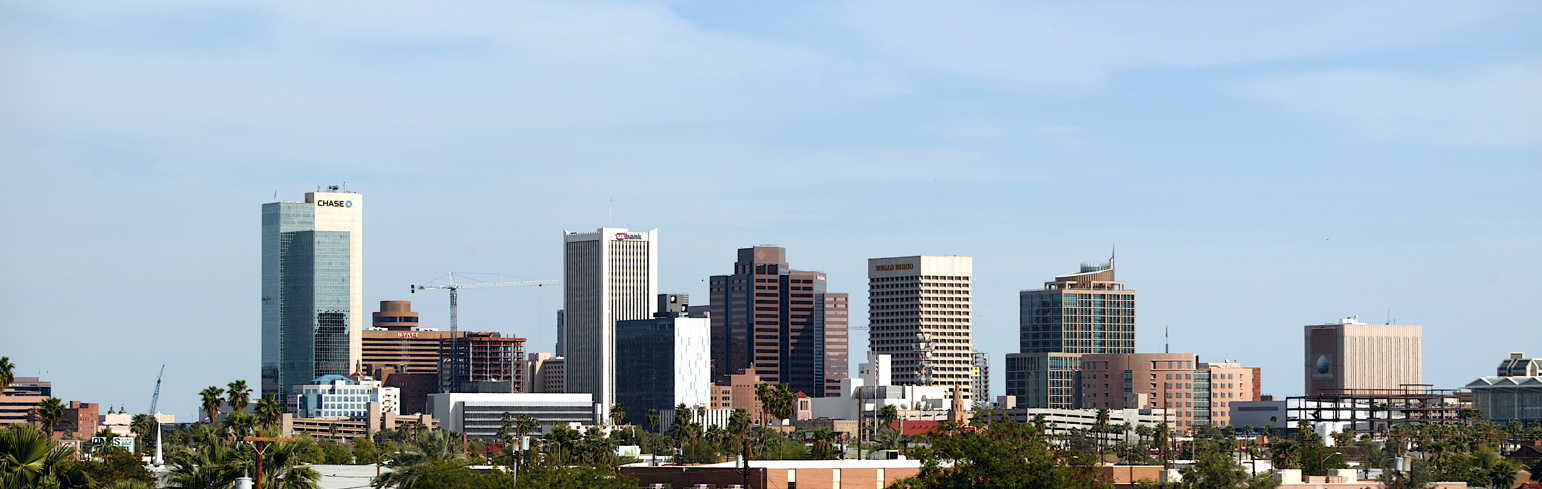
Панорама Финикса

Благодаря статусу столицы штата значительную роль в городской экономике играет государственный сектор (органы государственного управления различных уровней и подчинённые им образовательные и медицинские учреждения). Тем не менее, в отличие от большинства столиц штатов, государственный сектор не является доминирующим в экономике Финикса.
В Финиксе имеются консульства 30 государств и 11 иностранных коммерческих палат и торговых представительств.

## Спорт
| Клуб                | Вид спорта                                | Лига                                                                     | Стадион                      | Год основания | Победы |
| ------------------- | ----------------------------------------- | ------------------------------------------------------------------------ | ---------------------------- | ------------- | ------ |
| Аризона Кардиналс   | Американский футбол                       | Национальная футбольная лига — НФК                                       | Стадион Университета Финикса | 1898          | 2      |
| Аризона Даймондбэкс | Бейсбол                                   | Главная лига бейсбола — НЛ                                               | Чейз-филд                    | 1998          | 1      |
| Финикс Санз         | Баскетбол                                 | Национальная баскетбольная ассоциация — Западная конференция             | ЮС Эйрвейс-центр             | 1968          | 0      |
| Аризона Койотис     | Хоккей                                    | Национальная хоккейная лига — Западная конференция                       | Арена Jobing.com             | 1972          | 0      |
| Финикс Меркьюри     | Женский баскетбол                         | Женская национальная баскетбольная ассоциация — Западная конференция     | ЮС Эйрвейс-центр             | 1997          | 2      |
| Аризона Рэттлерс    | Американский футбол в закрытых помещениях | Лига американского футбола в закрытых помещениях — Западный дивизион AFL | ЮС Эйрвейс-центр             | 1992          | 3      |
| ФК Финикс Райзинг   | Футбол                                    | Федерация футбола США — Профессиональный дивизион                        | Спорткомплекс Пеории         | 2014          | 0      |

С 1989 по 1991 год на городской трассе в Финиксе проводились Гран-При США Формулы 1, отмененные из-за отсутствия популярности у зрителей и перенесённые к 2000 на трассу Индианаполис Мотор Спидвей.

## Управление

### Преступность
| \| Год \| Всего \| Убийств \| Изнасилований \| Грабежей \| Нападений \| \| ---- \| ------ \| ------- \| ------------- \| -------- \| --------- \| \| 1985 \| 7 521 \| 89 \| 635 \| 2 425 \| 4 372 \| \| 1986 \| 9 238 \| 122 \| 567 \| 2 972 \| 5 577 \| \| 1987 \| 8 181 \| 111 \| 503 \| 2 287 \| 5 280 \| \| 1988 \| 8 477 \| 106 \| 445 \| 2 518 \| 5 408 \| \| 1989 \| 8 481 \| 126 \| 399 \| 2 615 \| 5 341 \| \| 1990 \| 10 665 \| 128 \| 512 \| 3 383 \| 6 642 \| \| 1991 \| 11 010 \| 128 \| 480 \| 3 448 \| 6 954 \| \| 1992 \| 10 907 \| 136 \| 476 \| 3 140 \| 7 155 \| \| 1993 \| 11 911 \| 158 \| 444 \| 3 437 \| 7 872 \| \| 1994 \| 11 627 \| 231 \| 438 \| 3 451 \| 7 507 \| \| 1995 \| 11 590 \| 214 \| 411 \| 3 693 \| 7 272 \| \| 1996 \| 10 529 \| 186 \| 460 \| 3 757 \| 6 126 \| \| 1997 \| 10 376 \| 175 \| 428 \| 3 725 \| 6 048 \| \| 1998 \| 10 201 \| 185 \| 346 \| 3 764 \| 5 906 \| \| 1999 \| 10 199 \| 214 \| 400 \| 3 819 \| 5 766 \| \| 2000 \| 9 754 \| 152 \| 422 \| 3 763 \| 5 417 \| \| 2001 \| 10 532 \| 209 \| 400 \| 4 629 \| 5 294 \| \| 2002 \| 10 223 \| 177 \| 410 \| 4 075 \| 5 561 \| \| 2003 \| 9 722 \| 241 \| 526 \| 3 676 \| 5 279 \| \| 2004 \| 9 465 \| 202 \| 490 \| 3 723 \| 5 050 \| \| 2005 \| 10,691 \| 220 \| 533 \| 4 237 \| 5 701 \| \| 2006 \| 11,195 \| 235 \| 550 \| 4 363 \| 6 047 \| \| 2007 \| 11 158 \| 212 \| 509 \| 4 942 \| 5 495 \| \| 2008 \| 10 465 \| 167 \| 481 \| 4 825 \| 4 992 \| \| 2009 \| 8 730 \| 122 \| 522 \| 3 757 \| 4 329 \| \| 2010 \| 8 001 \| 116 \| 522 \| 3 250 \| 4 113 \| \| 2011 \| 8 089 \| 116 \| 559 \| 3 324 \| 4 090 \| \| 2012 \| 9 458 \| 123 \| 556 \| 3 516 \| 5 263 \| |        |         |               |          |           |
| Год | Всего  | Убийств | Изнасилований | Грабежей | Нападений |
| 1985 | 7 521  | 89      | 635           | 2 425    | 4 372     |
| 1986 | 9 238  | 122     | 567           | 2 972    | 5 577     |
| 1987 | 8 181  | 111     | 503           | 2 287    | 5 280     |
| 1988 | 8 477  | 106     | 445           | 2 518    | 5 408     |
| 1989 | 8 481  | 126     | 399           | 2 615    | 5 341     |
| 1990 | 10 665 | 128     | 512           | 3 383    | 6 642     |
| 1991 | 11 010 | 128     | 480           | 3 448    | 6 954     |
| 1992 | 10 907 | 136     | 476           | 3 140    | 7 155     |
| 1993 | 11 911 | 158     | 444           | 3 437    | 7 872     |
| 1994 | 11 627 | 231     | 438           | 3 451    | 7 507     |
| 1995 | 11 590 | 214     | 411           | 3 693    | 7 272     |
| 1996 | 10 529 | 186     | 460           | 3 757    | 6 126     |
| 1997 | 10 376 | 175     | 428           | 3 725    | 6 048     |
| 1998 | 10 201 | 185     | 346           | 3 764    | 5 906     |
| 1999 | 10 199 | 214     | 400           | 3 819    | 5 766     |
| 2000 | 9 754  | 152     | 422           | 3 763    | 5 417     |
| 2001 | 10 532 | 209     | 400           | 4 629    | 5 294     |
| 2002 | 10 223 | 177     | 410           | 4 075    | 5 561     |
| 2003 | 9 722  | 241     | 526           | 3 676    | 5 279     |
| 2004 | 9 465  | 202     | 490           | 3 723    | 5 050     |
| 2005 | 10,691 | 220     | 533           | 4 237    | 5 701     |
| 2006 | 11,195 | 235     | 550           | 4 363    | 6 047     |
| 2007 | 11 158 | 212     | 509           | 4 942    | 5 495     |
| 2008 | 10 465 | 167     | 481           | 4 825    | 4 992     |
| 2009 | 8 730  | 122     | 522           | 3 757    | 4 329     |
| 2010 | 8 001  | 116     | 522           | 3 250    | 4 113     |
| 2011 | 8 089  | 116     | 559           | 3 324    | 4 090     |
| 2012 | 9 458  | 123     | 556           | 3 516    | 5 263     |

| Год  | Всего  | Убийств | Изнасилований | Грабежей | Нападений |
| ---- | ------ | ------- | ------------- | -------- | --------- |
| 1985 | 7 521  | 89      | 635           | 2 425    | 4 372     |
| 1986 | 9 238  | 122     | 567           | 2 972    | 5 577     |
| 1987 | 8 181  | 111     | 503           | 2 287    | 5 280     |
| 1988 | 8 477  | 106     | 445           | 2 518    | 5 408     |
| 1989 | 8 481  | 126     | 399           | 2 615    | 5 341     |
| 1990 | 10 665 | 128     | 512           | 3 383    | 6 642     |
| 1991 | 11 010 | 128     | 480           | 3 448    | 6 954     |
| 1992 | 10 907 | 136     | 476           | 3 140    | 7 155     |
| 1993 | 11 911 | 158     | 444           | 3 437    | 7 872     |
| 1994 | 11 627 | 231     | 438           | 3 451    | 7 507     |
| 1995 | 11 590 | 214     | 411           | 3 693    | 7 272     |
| 1996 | 10 529 | 186     | 460           | 3 757    | 6 126     |
| 1997 | 10 376 | 175     | 428           | 3 725    | 6 048     |
| 1998 | 10 201 | 185     | 346           | 3 764    | 5 906     |
| 1999 | 10 199 | 214     | 400           | 3 819    | 5 766     |
| 2000 | 9 754  | 152     | 422           | 3 763    | 5 417     |
| 2001 | 10 532 | 209     | 400           | 4 629    | 5 294     |
| 2002 | 10 223 | 177     | 410           | 4 075    | 5 561     |
| 2003 | 9 722  | 241     | 526           | 3 676    | 5 279     |
| 2004 | 9 465  | 202     | 490           | 3 723    | 5 050     |
| 2005 | 10,691 | 220     | 533           | 4 237    | 5 701     |
| 2006 | 11,195 | 235     | 550           | 4 363    | 6 047     |
| 2007 | 11 158 | 212     | 509           | 4 942    | 5 495     |
| 2008 | 10 465 | 167     | 481           | 4 825    | 4 992     |
| 2009 | 8 730  | 122     | 522           | 3 757    | 4 329     |
| 2010 | 8 001  | 116     | 522           | 3 250    | 4 113     |
| 2011 | 8 089  | 116     | 559           | 3 324    | 4 090     |
| 2012 | 9 458  | 123     | 556           | 3 516    | 5 263     |

| \| Год \| Всего \| Ограблений \| Краж \| Автокраж \| \| ---- \| ------- \| ---------- \| ------ \| -------- \| \| 1985 \| 75 002 \| 23 346 \| 46 743 \| 4 913 \| \| 1986 \| 80 136 \| 25 586 \| 48 896 \| 5 654 \| \| 1987 \| 75 779 \| 21 185 \| 48 700 \| 5 894 \| \| 1988 \| 78 603 \| 20 841 \| 51 147 \| 6 615 \| \| 1989 \| 93 878 \| 23 013 \| 58 160 \| 12 705 \| \| 1990 \| 95 114 \| 24 682 \| 52 912 \| 17 520 \| \| 1991 \| 88 162 \| 24 219 \| 47 338 \| 16 605 \| \| 1992 \| 81 306 \| 20 317 \| 46 006 \| 14 983 \| \| 1993 \| 84 565 \| 20 617 \| 48 382 \| 15 566 \| \| 1994 \| 96 504 \| 2 347 \| 54 493 \| 20 664 \| \| 1995 \| 106 536 \| 20 953 \| 62 422 \| 23 161 \| \| 1996 \| 98 220 \| 19 559 \| 60 565 \| 18 096 \| \| 1997 \| 102 281 \| 21 027 \| 61 635 \| 19 619 \| \| 1998 \| 94 533 \| 18 733 \| 57 957 \| 17 843 \| \| 1999 \| 84 442 \| 15 927 \| 50 556 \| 17 959 \| \| 2000 \| 87 744 \| 15 860 \| 52 418 \| 19 466 \| \| 2001 \| 94 443 \| 16 673 \| 55 190 \| 22 580 \| \| 2002 \| 99 693 \| 16 855 \| 57 214 \| 25 624 \| \| 2003 \| 97 823 \| 17 104 \| 55 068 \| 25 651 \| \| 2004 \| 94 406 \| 16 496 \| 53 041 \| 24 869 \| \| 2005 \| 93 328 \| 16 255 \| 52 537 \| 24 536 \| \| 2006 \| 90 050 \| 16 150 \| 49 811 \| 24 089 \| \| 2007 \| 89 825 \| 19 212 \| 49 754 \| 20 859 \| \| 2008 \| 82 689 \| 18 783 \| 48 685 \| 15 221 \| \| 2009 \| 65 617 \| 16 281 \| 39 643 \| 9 693 \| \| 2010 \| 61 415 \| 15 626 \| 38 012 \| 7 777 \| \| 2011 \| 64 479 \| 18 666 \| 38 258 \| 7 555 \| \| 2012 \| 60 777 \| 17 912 \| 35 678 \| 7 187 \| |         |            |        |          |
| Год | Всего   | Ограблений | Краж   | Автокраж |
| 1985 | 75 002  | 23 346     | 46 743 | 4 913    |
| 1986 | 80 136  | 25 586     | 48 896 | 5 654    |
| 1987 | 75 779  | 21 185     | 48 700 | 5 894    |
| 1988 | 78 603  | 20 841     | 51 147 | 6 615    |
| 1989 | 93 878  | 23 013     | 58 160 | 12 705   |
| 1990 | 95 114  | 24 682     | 52 912 | 17 520   |
| 1991 | 88 162  | 24 219     | 47 338 | 16 605   |
| 1992 | 81 306  | 20 317     | 46 006 | 14 983   |
| 1993 | 84 565  | 20 617     | 48 382 | 15 566   |
| 1994 | 96 504  | 2 347      | 54 493 | 20 664   |
| 1995 | 106 536 | 20 953     | 62 422 | 23 161   |
| 1996 | 98 220  | 19 559     | 60 565 | 18 096   |
| 1997 | 102 281 | 21 027     | 61 635 | 19 619   |
| 1998 | 94 533  | 18 733     | 57 957 | 17 843   |
| 1999 | 84 442  | 15 927     | 50 556 | 17 959   |
| 2000 | 87 744  | 15 860     | 52 418 | 19 466   |
| 2001 | 94 443  | 16 673     | 55 190 | 22 580   |
| 2002 | 99 693  | 16 855     | 57 214 | 25 624   |
| 2003 | 97 823  | 17 104     | 55 068 | 25 651   |
| 2004 | 94 406  | 16 496     | 53 041 | 24 869   |
| 2005 | 93 328  | 16 255     | 52 537 | 24 536   |
| 2006 | 90 050  | 16 150     | 49 811 | 24 089   |
| 2007 | 89 825  | 19 212     | 49 754 | 20 859   |
| 2008 | 82 689  | 18 783     | 48 685 | 15 221   |
| 2009 | 65 617  | 16 281     | 39 643 | 9 693    |
| 2010 | 61 415  | 15 626     | 38 012 | 7 777    |
| 2011 | 64 479  | 18 666     | 38 258 | 7 555    |
| 2012 | 60 777  | 17 912     | 35 678 | 7 187    |

| Год  | Всего   | Ограблений | Краж   | Автокраж |
| ---- | ------- | ---------- | ------ | -------- |
| 1985 | 75 002  | 23 346     | 46 743 | 4 913    |
| 1986 | 80 136  | 25 586     | 48 896 | 5 654    |
| 1987 | 75 779  | 21 185     | 48 700 | 5 894    |
| 1988 | 78 603  | 20 841     | 51 147 | 6 615    |
| 1989 | 93 878  | 23 013     | 58 160 | 12 705   |
| 1990 | 95 114  | 24 682     | 52 912 | 17 520   |
| 1991 | 88 162  | 24 219     | 47 338 | 16 605   |
| 1992 | 81 306  | 20 317     | 46 006 | 14 983   |
| 1993 | 84 565  | 20 617     | 48 382 | 15 566   |
| 1994 | 96 504  | 2 347      | 54 493 | 20 664   |
| 1995 | 106 536 | 20 953     | 62 422 | 23 161   |
| 1996 | 98 220  | 19 559     | 60 565 | 18 096   |
| 1997 | 102 281 | 21 027     | 61 635 | 19 619   |
| 1998 | 94 533  | 18 733     | 57 957 | 17 843   |
| 1999 | 84 442  | 15 927     | 50 556 | 17 959   |
| 2000 | 87 744  | 15 860     | 52 418 | 19 466   |
| 2001 | 94 443  | 16 673     | 55 190 | 22 580   |
| 2002 | 99 693  | 16 855     | 57 214 | 25 624   |
| 2003 | 97 823  | 17 104     | 55 068 | 25 651   |
| 2004 | 94 406  | 16 496     | 53 041 | 24 869   |
| 2005 | 93 328  | 16 255     | 52 537 | 24 536   |
| 2006 | 90 050  | 16 150     | 49 811 | 24 089   |
| 2007 | 89 825  | 19 212     | 49 754 | 20 859   |
| 2008 | 82 689  | 18 783     | 48 685 | 15 221   |
| 2009 | 65 617  | 16 281     | 39 643 | 9 693    |
| 2010 | 61 415  | 15 626     | 38 012 | 7 777    |
| 2011 | 64 479  | 18 666     | 38 258 | 7 555    |
| 2012 | 60 777  | 17 912     | 35 678 | 7 187    |

## Образование
Общественное образование в Финиксе представлено 29 школьными округами: 21 округом начальных школ (215 школ), 4 округами старших школ (31 школа), 3 из которых лишь частично представлены в Финиксе (объединённые округа Глендейл, Темпе и Толлесон), и 4 едиными округами (58 начальных и 4 старших школы), обучение в которых проводится по полной, двенадцатигодичной (K-12), программе, из них лишь один, единый округ Парадайз-Вэлли целиком находится в Финиксе.
Округ старших школ Финикса является крупнейшим школьным округом в стране, так как в нём на территории около 600 км² находятся 16 школ, в которых работают около 3 тыс. человек и обучаются более 27 тыс. студентов.
Кроме того, в Финиксе находятся 30 чартерных школ.

### Высшее образование

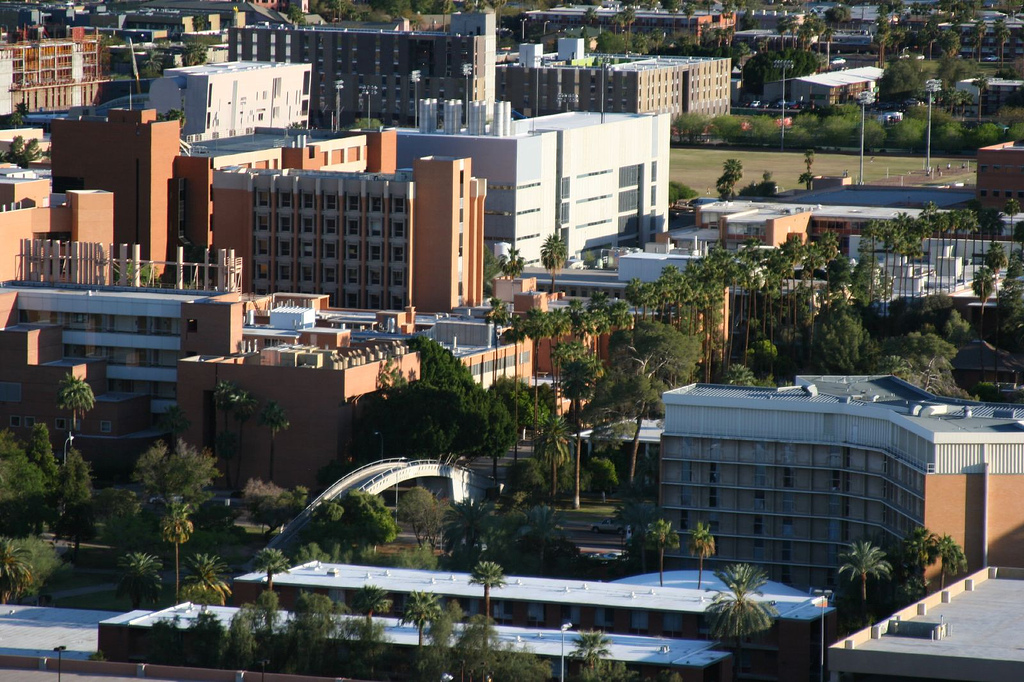
Основной кампус УША в Темпе.

Университет штата Аризона (УША) является главным институтом Аризоны. В его состав входят четыре кампуса, размещённых в Темпе, Уэст-Финиксе, Политехнический и Даунтауне Финикса. УША является одним из крупнейших университетов в США с 72 250 студентами (2011).
В Финиксе также находится небольшой кампус Университета Северной Аризоны (базирующегося во Флагстаффе).
Округ колледжей округа Марикопа состоит из десяти общественных колледжей и двух навыковых школ. Колледж Финикса, основанный в 1920 году, является старейшим колледжем в Аризоне и одним из старейших в стране.
В городе располагается множество высших учебных заведений:

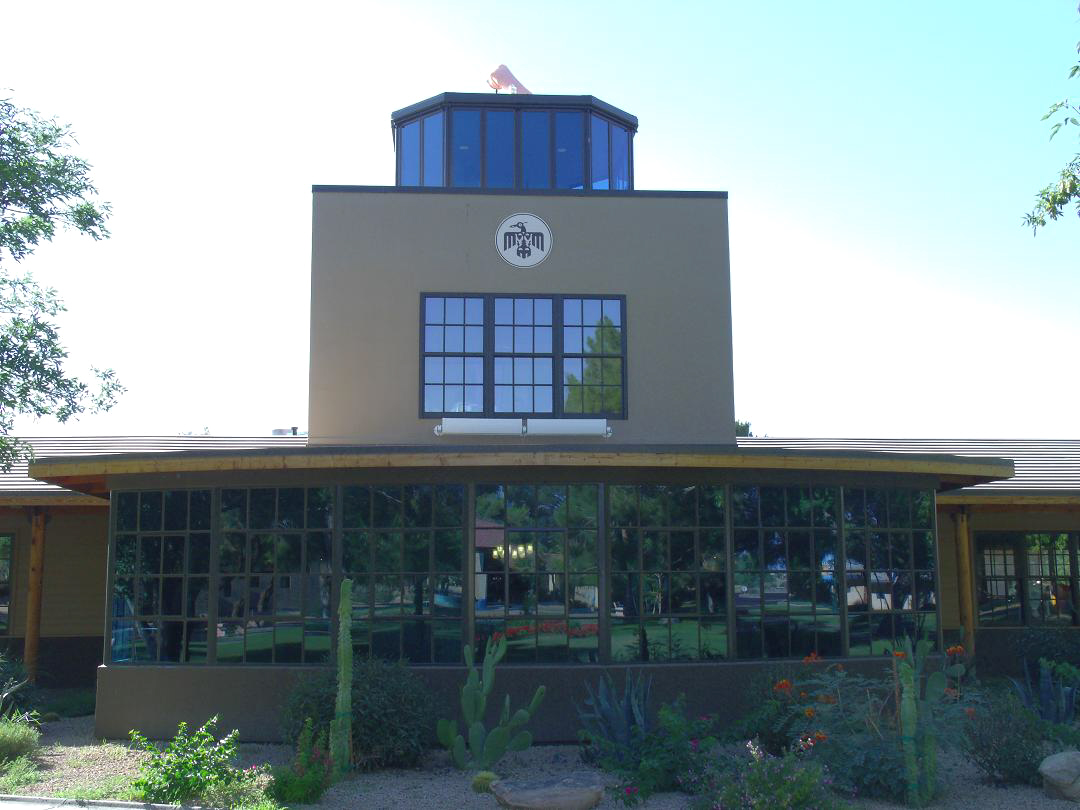
Диспетчерская башня в школе Thunderbird

- Неврологический институт Бэрроу[англ.] — крупнейший в мире научный центр лечения и исследования неврологических заболеваний[90].
- Университет Большого каньона[англ.] — частный христианский университет. Основанный как некоммерческая школа в 1949[91], он был выкуплен инвесторами, поэтому теперь он является институтом с платным обучением[92]. В университете обучаются более 31 тыс. студентов, получающих степень бакалавра, магистра или доктора[93].
- Христианский университет Аризоны[англ.] — некоммерческий евангелистский институт, расположенный в северной части Финикса.
- Школа управления Thunderbird — частная школа бизнеса[англ.], главный кампус которой находится в Глендейле. Первая в мире школа бизнеса, в которой проводится обучение ведению международной предпринимательской деятельности[94].
- Университет Финикса[англ.] — крупнейший в стране коммерческий институт с 300 тыс. студентов в кампусах в США (включая Пуэрто-Рико), Канаде, Мексике и Нидерландах[87].
- Школа права Аризоны[англ.] — частный институт, расположенный в Даунтауне Финикса[95].

## СМИ
Первой газетой Финикса была еженедельная Salt River Valley Herald, основанная в 1878, изменившая через несколько лет название на Phoenix Herald. Впоследствии газета несколько раз меняла название и, в итоге, дошла до наших дней с названием Phoenix Herald, существуя в сети.
Сегодня в городе сосуществуют две крупнейших ежедневных газеты: The Arizona Republic (azcentral.com), выпускающаяся для агломерации, и East Valley Tribune, преимущественно выпускающаяся для городов Восточной долины. Jewish News of Greater Phoenix — еврейская независимая еженедельная газета, издаваемая с 1948. Кроме того, в городе выпускаются несколько бесплатных газет, таких, как Phoenix New Times и издаваемая в Университете штата Аризона State Press.
В агломерации Финикса размещается множество местных телестанций, многие из которых аффилированы с национальными телекомпаниями. К телевидению подключено более 1,8 млн домов (1,6 % от всех в стране), что делает агломерацию крупнейшей по этому показателю на Юго-Западе США и 12-й в стране.
| Телестанции в Финиксе | Телестанции в Финиксе | Телестанции в Финиксе        | Телестанции в Финиксе |
| Телеканал             | Название              | Телесеть                     | Телесеть              |
| --------------------- | --------------------- | ---------------------------- | --------------------- |
| 3                     | KTVK                  | 3TV                          | н                     |
| 5                     | KPHO-TV               | CBS                          |                       |
| 7                     | KAZT-TV               | AZ-TV                        | н                     |
| 8                     | KAET                  | PBS                          |                       |
| 10                    | KSAZ-TV               | Fox                          |                       |
| 12                    | KPNX                  | NBC                          |                       |
| 15                    | KNXV-TV               | ABC                          |                       |
| 21                    | KPAZ-TV               | Trinity Broadcasting Network | р                     |
| 33                    | KTVW-DT               | Univision                    | и                     |
| 39                    | KTAZ                  | Telemundo                    | и                     |
| 45                    | KUTP                  | MyNetworkTV                  |                       |
| 48                    | KDPH-LP               | Daystar                      | р                     |
| 51                    | KPPX-TV               | ION Television               | н                     |
| 61                    | KASW                  | The CW                       |                       |

## Инфраструктура

### Транспорт

#### Воздушный

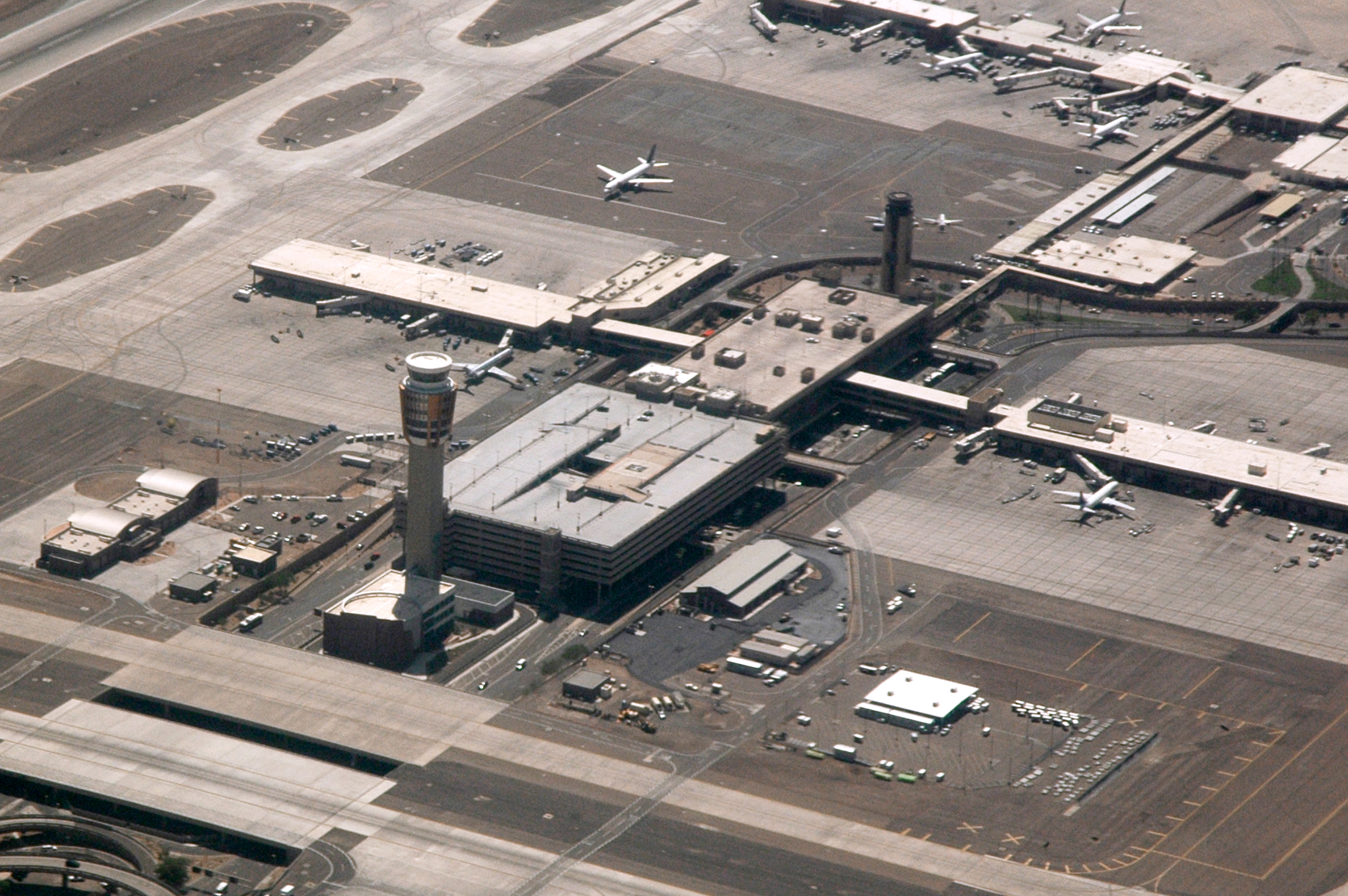
Вид с воздуха на диспетчерскую башню в Финикс Скай-Харбор, начавшую работать 17 января 2007

Город обслуживается международным аэропортом Финикс Скай-Харбор (IATA: PHX, ICAO: KPHX), расположенным в 5 километрах к юго-востоку от делового центра. Пассажирооборот аэропорта в 2011 году составил 20,2 млн человек (10-е место в США). В Скай-Харбор ежедневно совершаются более 1 000 полетов, обслуживающих более 110 тыс. пассажиров. Регулярные беспересадочные пассажирские рейсы совершаются компаниями Aeroméxico, Air Canada, British Airways, и WestJet в 100 городов США, Канады, Коста-Рики и Мексики, а также в Лондон и на ряд островов Карибского моря.
Аэропорт Финикса-Месы (IATA: IWA, ICAO: KIWA), находящийся в Месе, разделяет со Скай-Харбор пассажирский авиапоток. Его открыли на месте авиабазы Уильямс (Williams Air Force Base), закрытой в 1993. Такие компании, как Allegiant Air, Frontier Airlines и Spirit Air, совершают рейсы в различные города США.

#### Железнодорожный и автобусный

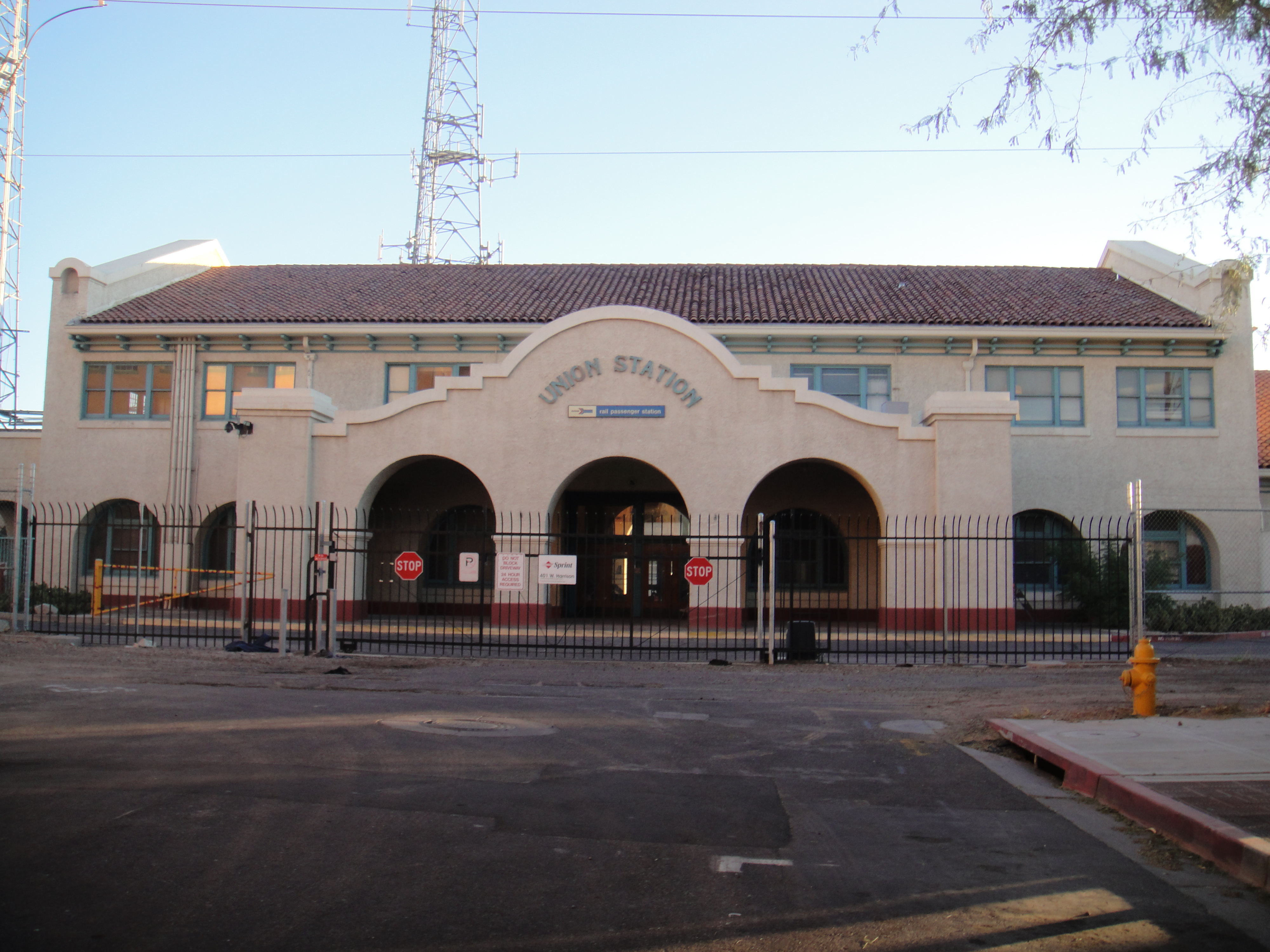
Станция Юнион (Финикс), 2009

Пассажирское железнодорожное сообщение в Финиксе отсутствует с 1996 года. Ближайшая действующая станция находится в 48 километрах к югу в Марикопе, где останавливаются поезда Sunset Limited (Лос-Анджелес — Новый Орлеан) и Texas Eagle (Лос-Анджелес — Сан-Антонио — Чикаго), принадлежащие компании Amtrak.
Несмотря на то, что UP полностью сохранила все пути, ведущие к вокзалу Финикса, Амтрак не стала запускать железнодорожное движение до города, сделав Финикс самым населенным городом в США без железнодорожного сообщения.
Автобусная компания Amtrak Thruway соединяет аэропорт Скай-Харбор с Флагстаффом, через который идут поезда Southwest Chief (Чикаго — Лос-Анджелес). Кроме того, в Финиксе (на 24-й улице, недалеко от аэропорта) находится автобусная станция компании Грейхаунд.

#### Общественный

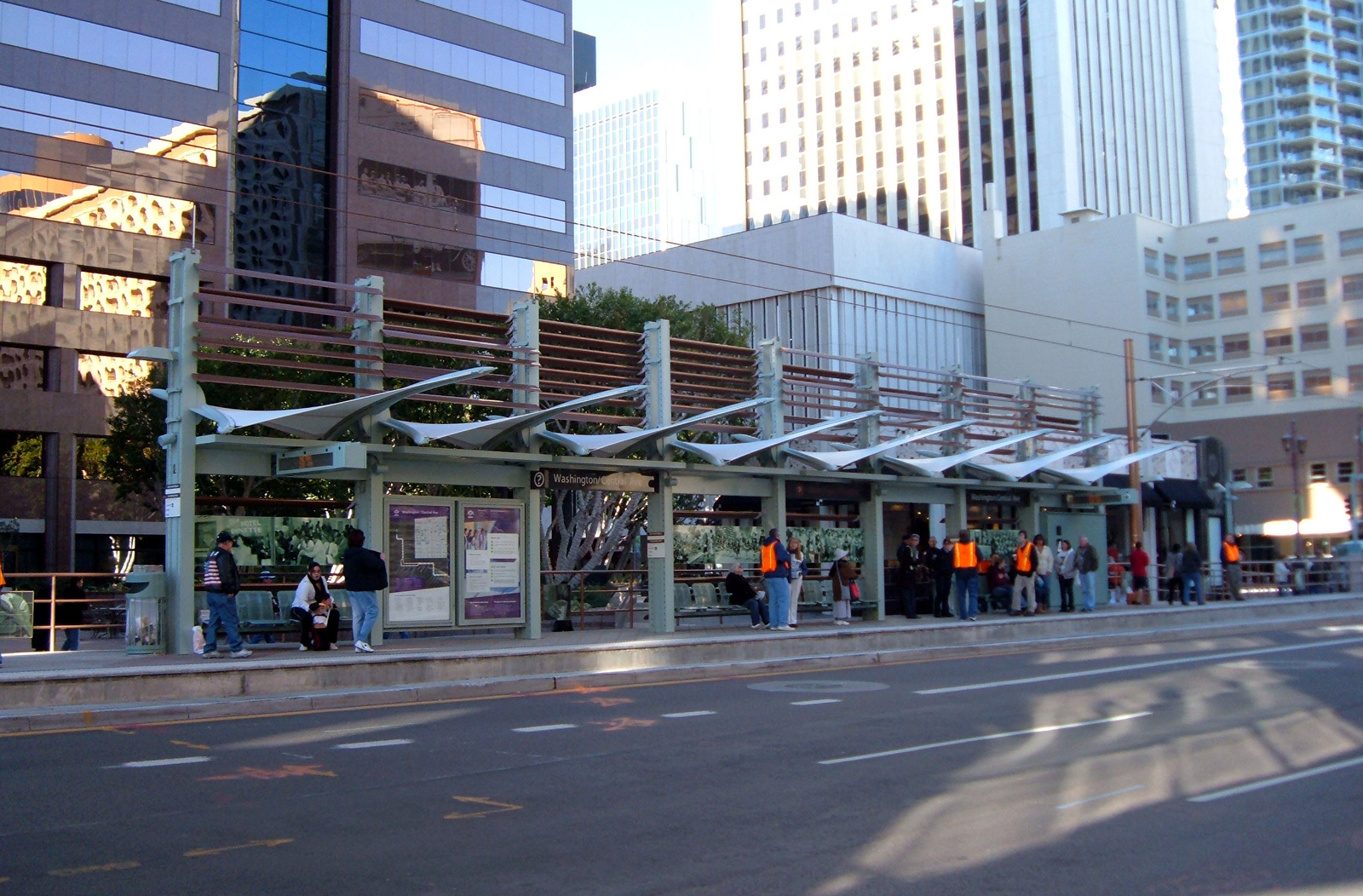
Станция скоростного трамвая Даунтаун

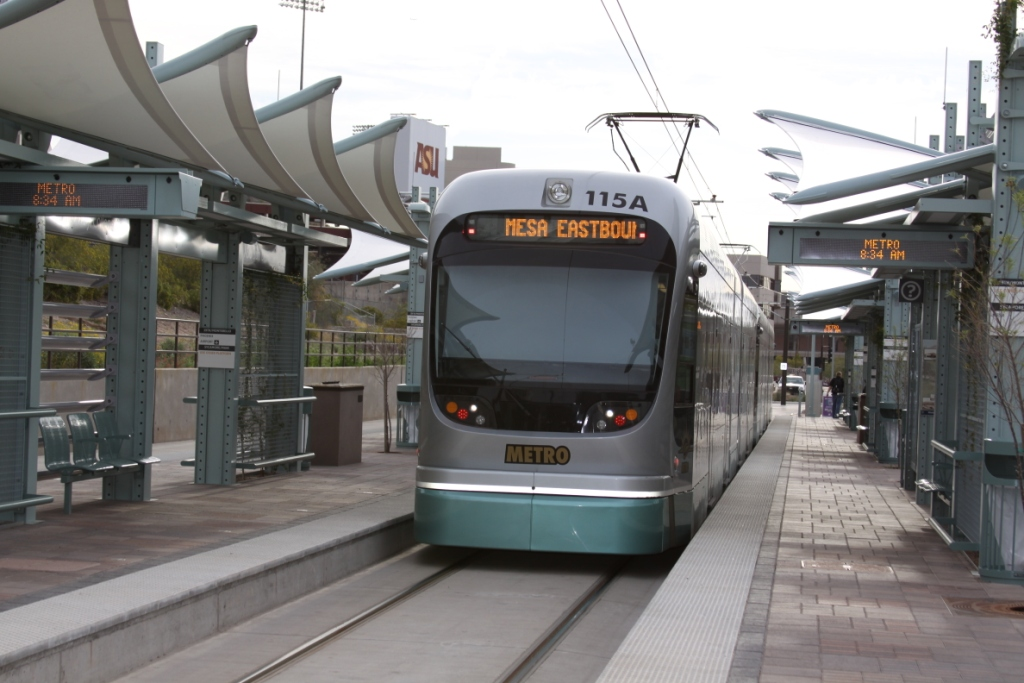
Станция Университет штата Аризона, 2009

Компания Valley Metro владеет транспортной системой в агломерации, включающей в себя поезда ЛРТ, автобусы и программу совместного использования автомобилей. 3,38 % рабочих ежедневно пользуются общественным транспортом. Летом это число уменьшается из-за того, что на открытых остановках трудно ожидать автобус в такую жару.
27 декабря 2008 была открыта первая линия (32 км) финиксовского ЛРТ, названного METRO, проходящая из северной части города через Даунтаун на восток (через Темпе и Месу). У компании Valley Metro есть планы по строительству 48 км новых линий к 2030

#### Велосипедный
В округе Марикопа велосипеды являются одним из самых популярных видов транспорта, правительство округа организовало множество удобных велодорожек и маршрутов, поэтому, по версии журнала Bicycling Magazine, Финикс является 15-м в списке наиболее подходящих для велосипедистов городов с населением более 100 тыс. человек.

#### Автомобильный
Автотранспортный трафик Финикса напрямую зависит от состояния улиц и шоссе. Городские шоссе Финикса являются лучшими, а мосты в штате — самыми качественными в стране. Несмотря на то, что Финикс является 6-м по населению городом в США, на городских дорогах нет таких заторов и прочих проблем, как в других больших городах. Ни одна из автодорог города не попала в список 100 худших дорог страны.

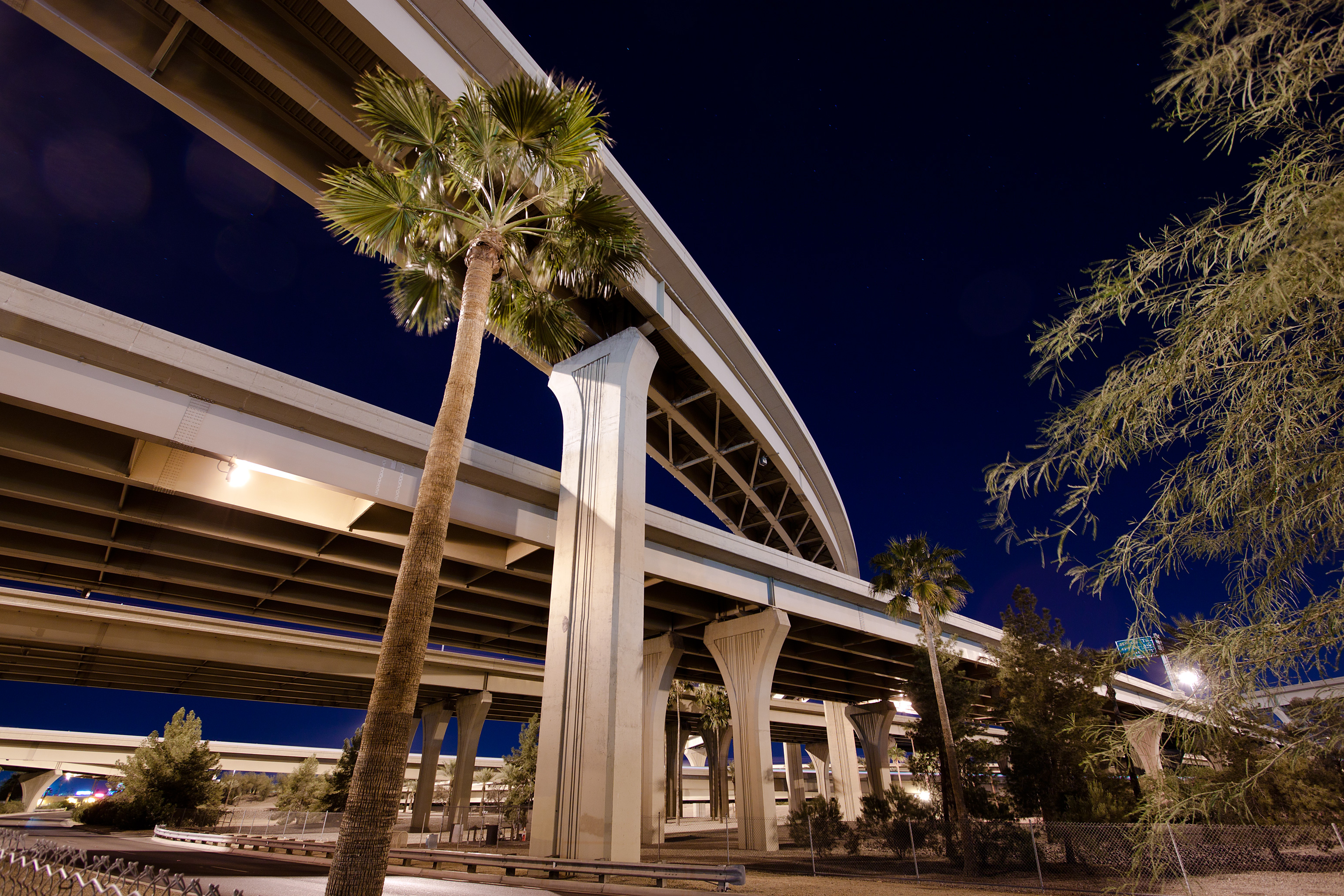
Пересечение межштатных шоссе 10 и 17

В 2005 в агломерации насчитывалось более 2 500 км шоссе, что делало Финикс одним из городов с самой большой и быстро растущей системой шоссе.
Уличная система Финикса и некоторых пригородах основана на решетчатой схеме, с направлениями большинства дорог север-юг или запад-восток, а точкой отсчета является перекресток Централ-авеню и Вашингтон-стрит. Согласно оригинальному плану, горизонтальные улицы получили названия в честь президентов, а вертикальные — в честь индейских племен, но скоро названия вертикальных сменились номерами: авеню к западу от Централ и улицами — к востоку. Главные улицы разделены на участки длиной в милю (1,6 км), в которых находятся кварталы размером ≈1/8 мили (200 м), например, Скоттсдейл-роуд, 7200 находится в 9 милях (14,4 км) к востоку от Централ-авеню (72 / 8).
Шоссе в Финиксе:
| - I-10 - I-17 - US 60 | - SR 51 - SR 85 - SR 101 | - SR 143 - SR 202 - SR 303 |

## Города-побратимы

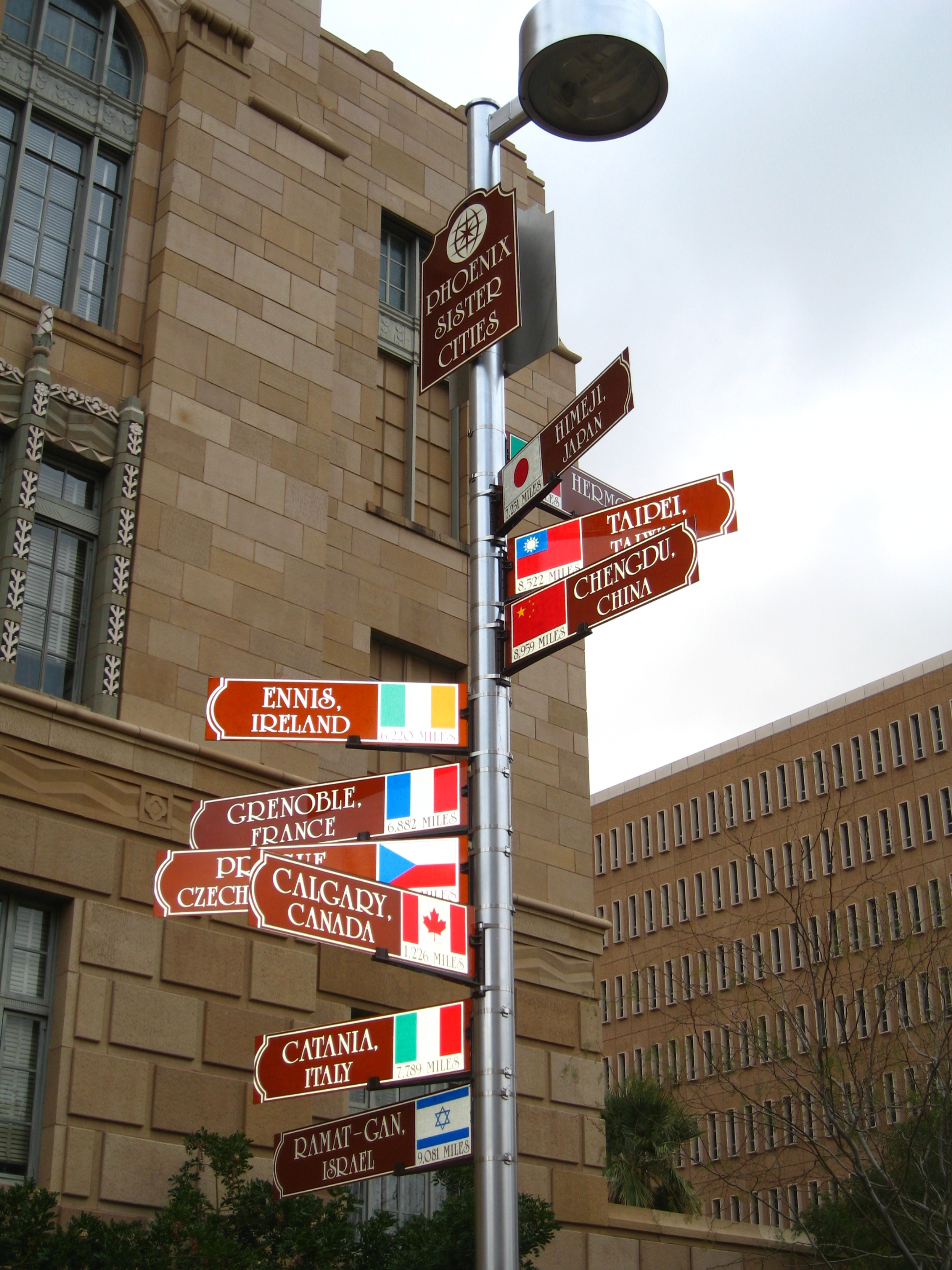
Указатели породнённых с Финиксом городов

Финикс имеет 10 городов-побратимов, определённых городской комиссией породнённых городов:
|                                | Город     | Оригинальное название           | Провинция             | Страна   | Год  |
| ------------------------------ | --------- | ------------------------------- | --------------------- | -------- | ---- |
| Франция                        | Гренобль  | фр. Grenoble                    | Овернь — Рона — Альпы | Франция  | 1990 |
| Канада                         | Калгари   | англ. Calgary                   | Альберта              | Канада   | 1997 |
| Италия                         | Катания   | итал. Catania                   | Сицилия               | Италия   | 2001 |
| Чехия                          | Прага     | чеш. Praha                      | Столичный округ Прага | Чехия    | 2013 |
| Израиль                        | Рамат-Ган | ивр. רמת גן‎                     | Тель-Авивский округ   | Израиль  | 2005 |
| Китайская Республика (Тайвань) | Тайбэй    | кит. упр. 臺北, пиньинь Táiběi  | Синьи                 | Тайвань  | 1979 |
| Китай                          | Чэнду     | кит. упр. 成都, пиньинь Chéngdū | Сычуань               | Китай    | 1987 |
| Япония                         | Химедзи   | яп. 姫路市                      | Хёго                  | Япония   | 1976 |
| Ирландия                       | Эннис     | англ. Ennis ирл. Inis           | Клэр                  | Ирландия | 1988 |
| Мексика                        | Эрмосильо | исп. Hermosillo                 | Сонора                | Мексика  | 1976 |